# Cultura Turciei
Cultura turcă combină numeroase și diverse elemente care aparțin mai multor regiuni: Zona Mediteraneană (Asia de vest și Orientul Mijlociu), regiunea Asiei Centrale, Estul Europei, dar și tradiții caucaziene. Multe dintre aceste tradiții, state cu diferite etnii și religii, au fost împrumutate în timpul Imperiului Otoman. În primii ani ca republică, Guvernul a investit numeroase surse în artă, de exemplu în pictură, în sculptură și în arhitectură. Motivul acestei investiții a fost pe de-o parte, procesul de modernizare, iar pe de altă parte crearea unei identități culturale.

## Oameni

Membrii Guvernului Bayar purtând papion alb și pălărie. Al doilea președinte al Turciei, İsmet İnönü fiind pe partea dreaptă.

Cultura turcă este foarte similară cu cultura arabică și suferă schimbări profunde în ultimul secol. Sistemul Otoman a fost alcătuit din mai multe etnii, el nu a permis oamenilor să interfereze, păstrând astfel identitatea fiecărei religii și etnii. După ce Imperiul Otoman a fost eliminat după Primul Război Mondial, Republica Turcia a adoptat o abordare unitară, care permitea diferitelor culturi să se apropie între ele cu scopul de a alcătui o identitate națională.
Se urmărește o serie de reforme radicale care să permită Turciei modernizare din punct de vedere politic și cultural. Schimbările politice, legale, religioase, culturale, sociale și economice au fost concepute în scopul transformării Republicii Turcia într-un stat național modern. Aceste schimbări au fost implementate sub conducerea lui Mustafa Kemal Ataturk. Ca rezultat, vedem că Turcia este una dintre cele mai occidentalizate națiuni islamice.

## Literatura

Namık Kemal a fost un poet, romancier, dramaturg și jurnalist proeminent turc al Impreiului Otoman de la sfârșitul secolului al XIX-lea.

Articol principal: Turkish literature

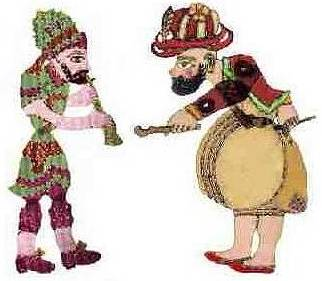
Karagöz și Hacivat sunt personajele principale ale piesei tradiționale din teatrul de umbre turcesc, popularizată în perioada otomană.

Literatura turcă este colecția textelor scrise și orale, compuse în limba turcă. Fie în formă otomană sau în forme mai puțin literare, precum cea vorbită astăzi în Republica Turcia. Exemple tradiționale pentru literatura populară turcă include povestiri despre Karagöz și Hacivat, Keloğlan, İncili Çavuș și Nasreddin Hoca, dar la fel de bine despre operele creatorilor populari, precum, Yunus Emre și Așık Veysel. Cartea lui Dede Korkut și Epopeea lui Köroğlu au fost elementele importante ale tradiției epicului turc în Anatolia pentru câteva secole.
Cele două ramuri principale ale literaturii otomane a fost poezia și proza. Dintre cele două, poezia divană otomană, o formă de artă extrem de ritualizată și simbolică, a fost ramura principală. În mare parte poezia divană a fost lirică în natură: fie gazelul, fie qasidasul. Cu toate acestea, au existat și alte genuri comune, mai ales mathnawi (cunoscut și sub numele mesnevî), un fel de romantism în versuri și ca o varietate a poeziei narative. Tradiția prozei otomane era exclusiv de natură non-ficțională; întrucât tradiția ficțiunii era limitată în poezia narativă. 

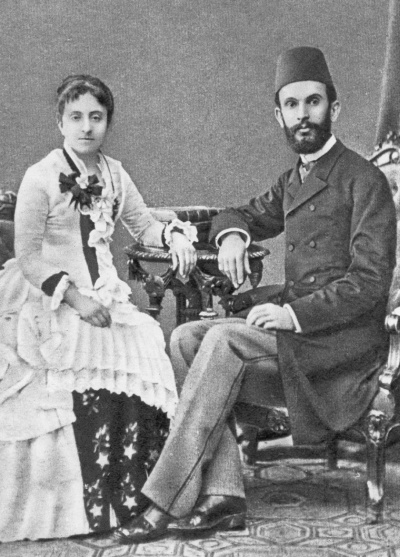
Sami Frashëri (1850–1904) și soția lui Emine, Mai 1884.

Reformele Tanzimat din 1839-1876 au adus schimbări în limba scrisă a literaturii otomane și au introdus genuri occidentale necunoscute anterior, în principal romanul și nuvela (povestea scurtă). Mulți dintre scriitorii din perioada Tanzimat au scris în mai multe genuri literare deodată: de exemplu, poetul Namık Kemal a scris romanul important din 1876 „İntibâh” (Trezirea), în timp ce jurnalistul İbrahim Șinasi este remarcat pentru scrierea sa din 1860, prima piesă de teatru turc modern, comedia într-un singur act „Șair Evlenmesi” (Căsătoria poetului). Majoritatea rădăcinilor literaturii moderne turce s-au format între anii 1896 și 1923. În linii mari, au fost trei mișcări literare primare în această perioadă: mișcarea Edebiyyât-i Cedîde (Literatură Nouă); mișcarea Fecr-i Âtî (Zori de Viitor) și mișcarea Millî Edebiyyât (Literatură Națională). Mișcarea Edebiyyât-i Cedîde (Literatură Nouă) a început cu debutarea revistei Servet-i Fünûn (Bogăție științifică) în anul 1891, care a fost în mare parte dedicată progresului (atât intelectual, cât și științific) de-a lungul modelului occidental. Deci, inițiativele literare ale revistei, sub direcțiunile poetului Tevfik Fikret, au fost orientate spre crearea unei „arte superioare” în stil occidental, în Turcia.

### Poezia
Articol principal: Turkish poetry

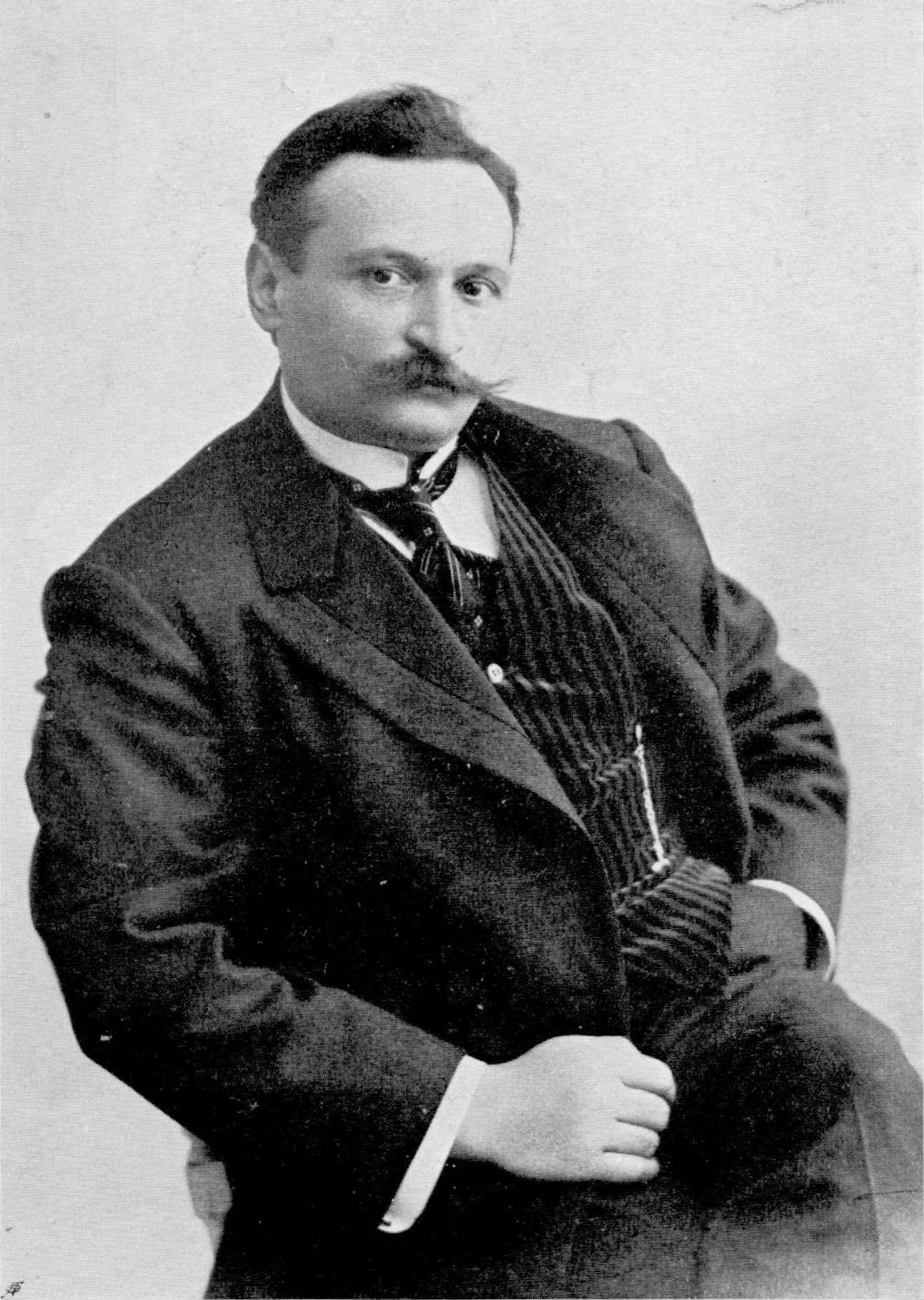
Tevfik Fikret (1867–1915) a fost un poet turc proeminent din epoca otomană târzie.

Poezia este cea mai dominantă formă a literaturii în Turcia modernă.
Poezia populară, așa cum s-a amintit mai sus, a fost puternic influențată de tradițiile islamice sunnite și șiite. Mai mult, după cum parțial se evidențiază prevalența, încă existentă a tradiției ashik („așik” sau „ozan”), elementul dominant în poezia populară turcă a fost întotdeauna cântecul. Dezvoltarea poeziei populare în limba turcă—care a început să apară în secolul al XIII-lea cu mulți scriitori importanți, precum Yunus Emre, Sultan Veled și Șeyyâd Hamza—a primit un mare impuls când, pe data de 13 mai 1277, Karamanoğlu Mehmed Bey a declarat limba turcă, ca limbă oficială a puternicului stat karamid al Anatoliei; ulterior, mulți din cei mai mari poeți ai tradiției au continuat să iasă din această regiune. 

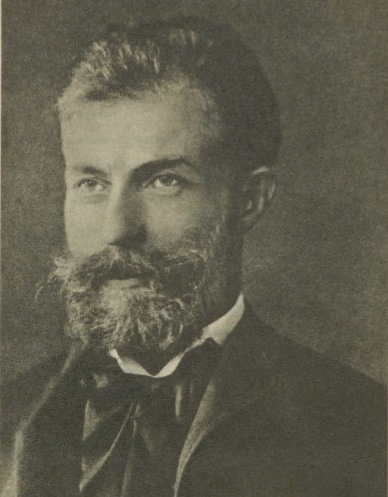
Recaizade Mahmud Ekrem (1847–1914) a fost un alt poet turc proeminent din epoca otomană târzie.

Aici sunt, în linii mari, două tradiții a poeziilor populare turce:
- Tradiția așik/ozan, care—deși mult influențată de religie, așa cum e menționat mai sus—a fost în cea mai mare parte, o tradiție laică;

- Tradiția explicit religioasă, care a apărut din locurile de adunare (tekkes) ale ordinelor religioase sufiste și ale grupurilor șiite.

O mare parte a poeziei și a cântecului tradiției așik, fiind aproape exclusiv orale până în secolul al XIX-lea, rămân anonime. Există, totuși, câteva așik-uri binecunoscute dinaintea perioadei respective, ale căror nume au supraviețuit împreună cu operele lor: Köroğlu, menționat anterior (secolul al XVI-lea); Karacaoğlan (1606?-1689?), care poate că este cel mai cunoscut poet de așik dinaintea secolului al XIX-lea; Dadaloğlu (1785?-1868?), care a fost unul dintre ultimii mari poeți de așik-uri înainte ca tradiția să înceapă să scadă oarecum la sfârșitul secolului al 19-lea; și mulți alții. Poeții de așik-urii, erau în esență menestrelii care călătoreau prin Anatolia, interpretând cântecele lor pe bağlama, un instrument asemănător mandolinei ale cărui corzi împerecheate sunt considerate a avea o semnificație religioasă simbolică în cultura Alevi/Bektashi. În ciuda declinului tradiției așik/ozan în secolul al XIX-lea, ea a cunoscut o renaștere semnificativă în secolul al XX-lea datorită unor figuri remarcabile precum Așık Veysel Șatıroğlu (1894-1973), Așık Mahzuni Șerif (1938-2002), Neșet Ertaș (1938-2012) și mulți alții.
Poezia divană otomană a fost o formă a artei extrem de ritualizată și simbolică. Din poezia persană, care a inspirat-o în mare parte, a moștenit o mulțime de simboluri ale căror semnificații și relații—ambele de asemănare (مراعات نظير mura'ât-i nazîr / تناسب tenâsüb) și opoziție (تضاد tezâd)—erau mai mult sau mai puțin prescrise. Exemple de simboluri predominante care, într-o anumită măsură, se opun reciproc, inculd, printre altele:
privighetoarea (بلبل bülbül) — trandafirul (ﮔل gül) lumea (جهان cihan; عالم 'âlem) — grădină de trandafiri (ﮔﻠﺴﺘﺎن gülistan; ﮔﻠﺸﻦ gülșen) ascetul (زاهد zâhid) — dervișul (درويش derviș)
În primii ani ai Republicii Turcia, au existat o serie de tendințe poetice. Autori precum Ahmed Hâșim și Yahyâ Kemâl Beyatlı (1884-1958) au continuat să scrie versuri formale importante a căror limbaj a fost, în mare măsură, o continuare a tradiției otomane târzii. Cu toate acestea, majoritatea poeziilor vremii era în tradiția mișcării „silabiste” de inspirație populară (Cinci silabiste sau Beș Heceiler), care ieșise din mișcarea Literaturii Naționale și care avea tendința de a exprima teme patriotice, exprimate în controlul silabic, asociat cu poezia populară turcă.
Primul pas radical de la această tendință a fost făcut de Nâzım Hikmet, cel care – în perioada sa de student în Uniunea Sovietică din 1921 până în 1924 – a fost expus poeziei moderniste a lui Vladimir Mayakovsky și a altora, care l-au inspirat să înceapă să scrie versuri într-un stil mai puțin formal.

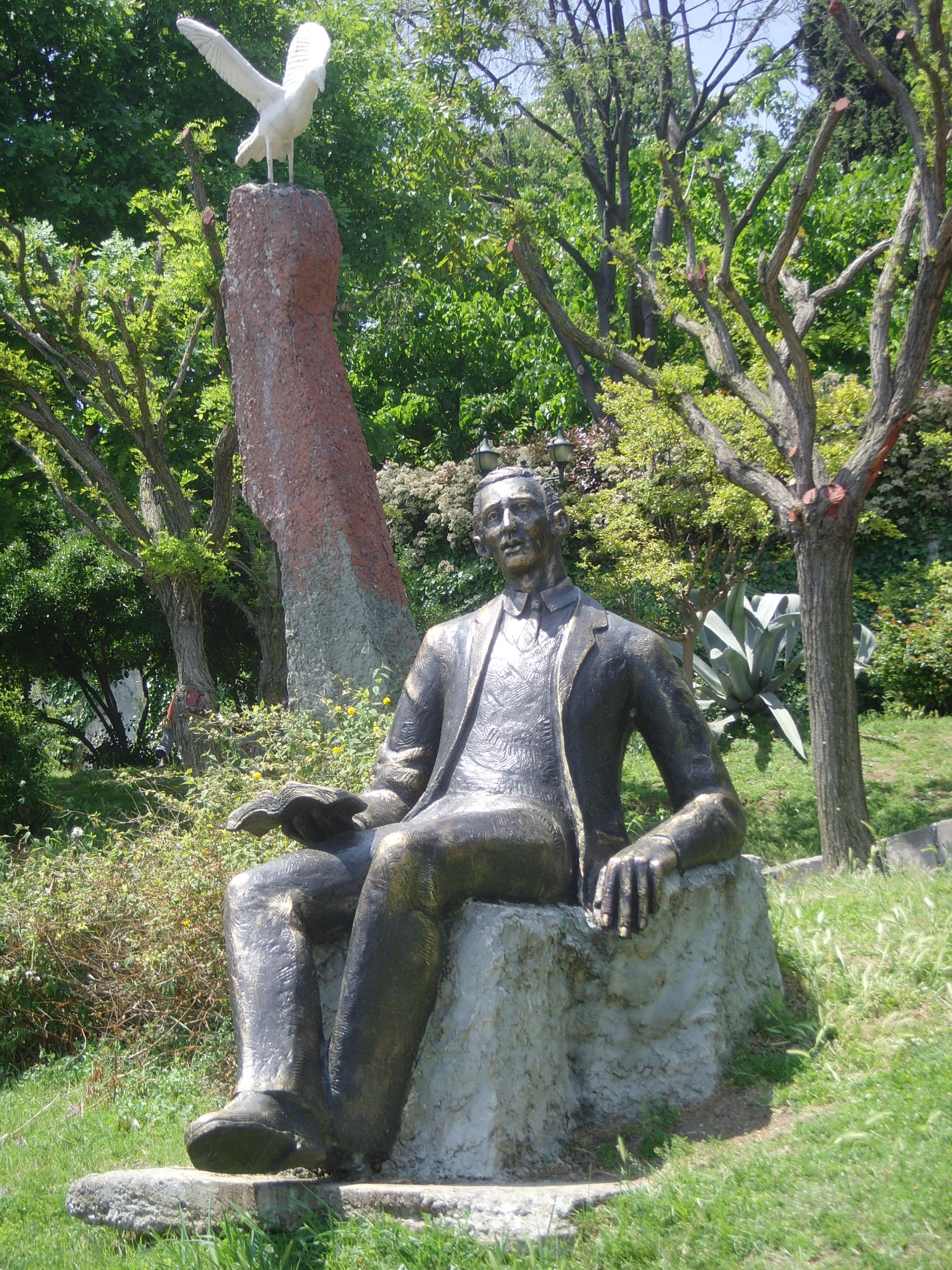
Orhan Veli Kanık a fost fondatorul Mișcării Garip în poezia turcă.

O altă revoluție a poeziei turce a avut loc în 1941 cu publicarea unui mic volum de versuri precedat de un eseu și intitulat Garip (însemnând atât „mizerabil”, cât și „ciudat”). Autorii au fost Orhan Veli Kanık (1914-1950), Melih Cevdet Anday (1915-2002) și Oktaz Rifat (1914-1988). Opunându-se în mod explicit față de tot ceea ce fusese înainte în poezie, au căutat în schimb să creeze o artă populară, „pentru a explora gusturile oamenilor, pentru a le determina, și pentru a le face stăpâni peste artă”.[21] În acest scop, au fost inspirați parțial și de poeții francezi contemporani precum, Jacques Prévert. Ei au folosit nu numai o variantă a versului liber introdus de Nâzım Hikmet, ci și un limbaj extrem de colocvial și au scris în primul rând despre subiecte cotidiene, banale și despre omul obișnuit de pe stradă. Reacția a fost imediată și polarizată: majoritatea instituțiilor academice și a poeților mai în vârstă i-au denigrat, în timp ce o mare parte din populația turcă i-au îmbrățișat din toată inima.

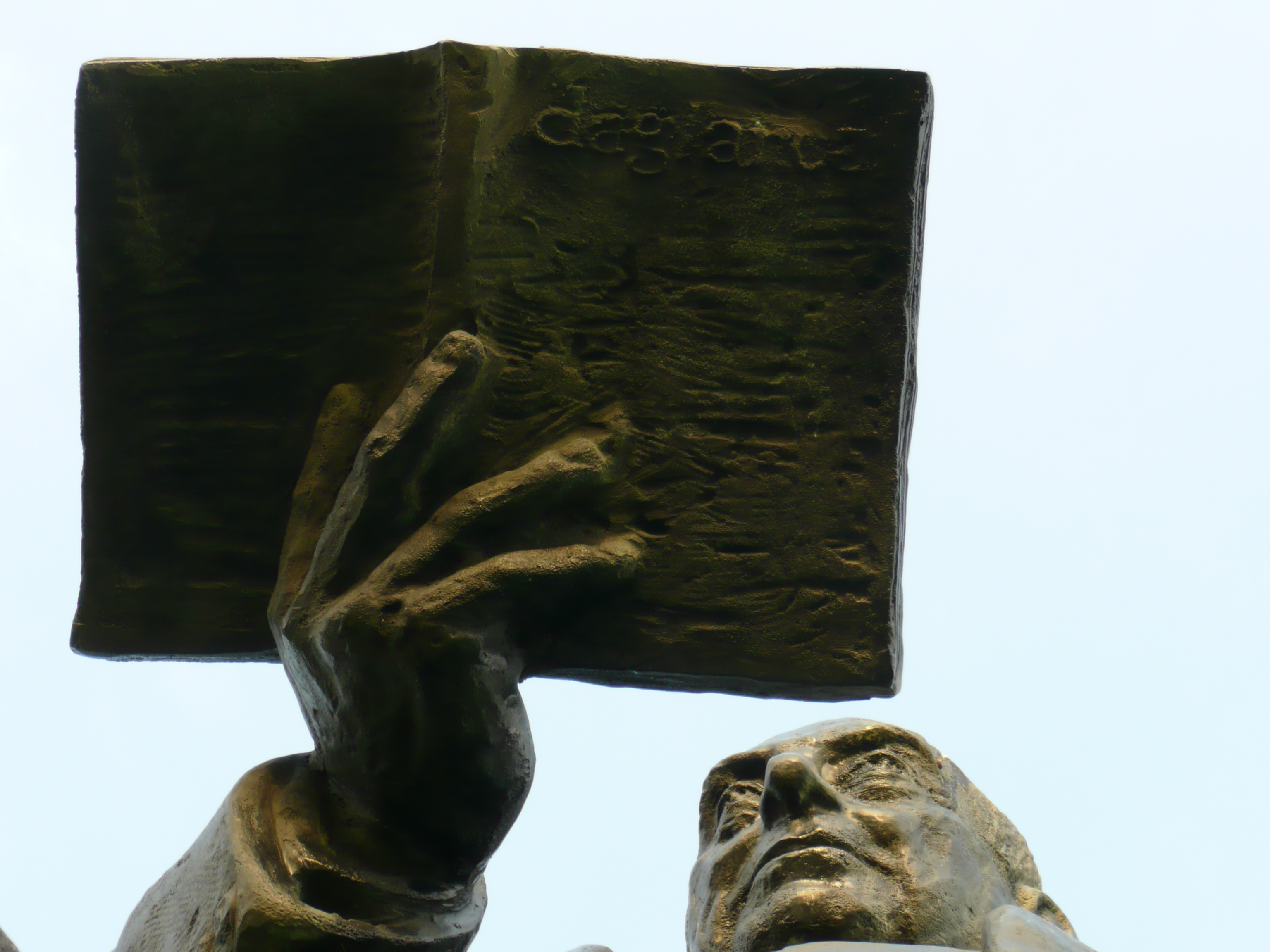
Fazıl Hüsnü Dağlarca a fost unul dintre cei mai prolifici poeți turci din Republica Turcă, cu peste 60 de colecții de poezii publicate, laureat al Premiului Coroana de Aur din Serile de Poezie de la Struga.

Așa cum mișcarea Garip a fost o reacție împotriva poeziei anterioare, așa anii 1950 și după aceea  au fost o reacție împotriva mișcării Garip. Poeții acestei mișcări, cunoscuți în curând sub numele de İkinci Yeni („Al doilea New Deal”), s-au opus aspectelor sociale predominante în poezia lui Nâzım Hikmet și a poeților Garip; în schimb - parțial inspirați de întreruperea limbajului în mișcări occidentale precum dadaismul și suprarealismul – au căutat să creeze o poezie mai abstractă prin folosirea unui limbaj trepidant și neașteptat, precum și a unor imagini complexe sau asocierea ideilor. Într-o anumită măsură, mișcarea poate fi văzută ca având unele dintre caracteristicile literaturii postmoderniste. Cei mai cunoscuți poeți care scriu în spiritul „Al doilea New Deal” au fost Turgut Uyar (1927-1985), Edip Cansever (1928-1986), Cemal Süreya (1931-1990), Ece Ayhan (1931-2002) și İlhan Berk (1918-2008).
În afara mișcărilor Garip și „Al doilea New Deal”, au înflorit o serie de poeți semnificativi, precum Fazil Hüsnü Dağlarca (1914-2008), scriind poezii care tratează concepte fundamentale precum viața, moartea, Dumnezeu, timpul și cosmosul; Behçet Necatigil (1916-1979), ale cărui poezii oarecum alegorice explorează semnificația vieții cotidiene a clasei de mijloc; Can Yücel (1926-1999), care—pe lângă propria poezie extrem de colocvială și variată—a fost și un traducător în limba turcă a literaturii universale; și İsmet Özel (1944– ), a cărui poezie timpurie era extrem de stângace, dar totuși poezia sa din anii 1970 a arătat o puternică influență mistică și chiar islamistă.

### Proza
Articol principal: Prose of the Republic of Turkey

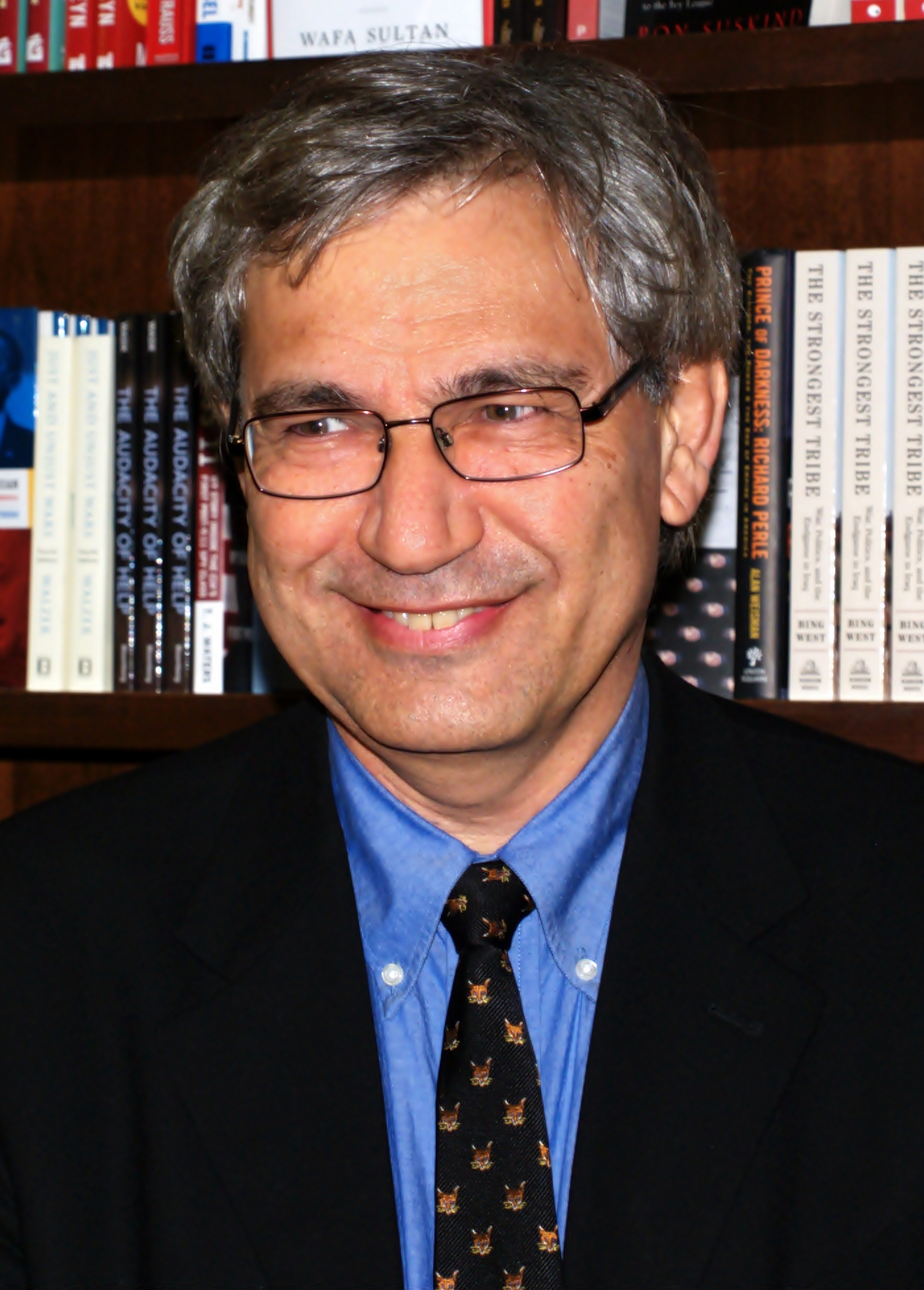
Orhan Pamuk, câștigător al Premiului Nobel pentru literatură din 2006.

Stilul romancierilor actuali poate fi urmărit în jurnalul „Young Pens” (Genç Kalemler) din perioada otomană. „Young Pens” a fost publicat în Salonic de către Ömer Seyfettin, Ziya Gökalp și Ali Canip Yöntem. Au acoperit conceptele sociale și politice ale timpului lor cu perspectiva naționalistă. Ei au fost nucleul unei mișcări care a devenit cunoscută sub numele de „literatura națională”.
Odată cu declararea Republicii Turcia în 1923, literatura turcă a devenit interesată de stilulrile folclorice. Aceasta a fost, de asemenea, prima dată după secolul al XIX-lea, când literatura turcă scăpa de influența occidentală și a început să îmbine formele occidentale cu alte forme. În anii 1930, Yakup Kadri Karaosmanoğlu și Vedat Nedim Tor au publicat Kadro, care a fost revoluționar în viziunea lui asupra vieții.
Din punct de vedere stilistic, proza timpurie a Republicii Turcia a fost în esență o continuare a mișcării literaturii naționale, predominând realismul și naturalismul. Această tendință a culminat cu romanul Yaban (The Wilds) din 1932 al lui Yakup Kadri Karaosmanoğlu. Acest roman poate fi văzut ca precursorul a două tendințe care s-ar dezvolta în curând: realismul social și „romanul satului” (köy romani). Mișcarea social-realistă a fost condusă de povestitorul Sait Faik Abasıyanık. Principalii scriitori ai tradiției „romanul satului” au fost Kemal Tahir, Orhan Kemal și Yașar Kemal. Într-o tradiție foarte diferită, dar dovedind un punct de vedere politic similar de puternic, a fost scriitorul satiric de nuvele, Aziz Nesin. Alți romancieri importanți din această perioadă au fost Ahmet Hamdi Tanpınar și Oğuz Atay. Orhan Pamuk, câștigătorul Premiului Nobel pentru literatură din 2006, se numără printre romancierii inovatori, ale căror opere arată influența postmodernismului și a realismului magic. Poeții importanți ai perioadei Republicii Turcia sunt Ahmet Hașim, Yahya Kemal Beyatlı și Nâzım Hikmet (care au introdus stilul versurilor libere). Orhan Veli Kanık, Melih Cevdet Anday și Oktay Rifat au condus mișcarea Garip; în timp ce Turgut Uyar, Edip Cansever și Cemal Süreya au condus mișcarea Ikinci Yeni. În afara mișcărilor Garip și Ikinci Yeni, au apărut și alți poeți semnificativi, precum Fazıl Hüsnü Dağlarca, Behçet Necatigil și Can Yücel.
Orhan Pamuk este un romancier turc de bază al literaturii postmoderne. Lucrările sale au fost traduse în peste douăzeci de limbi. El este beneficiarul marilor premii literare turcești și internaționale, precum Premiului Nobel pentru literatură din 2006.

## Arhitectura
Articol principal: Architecture of Turkey

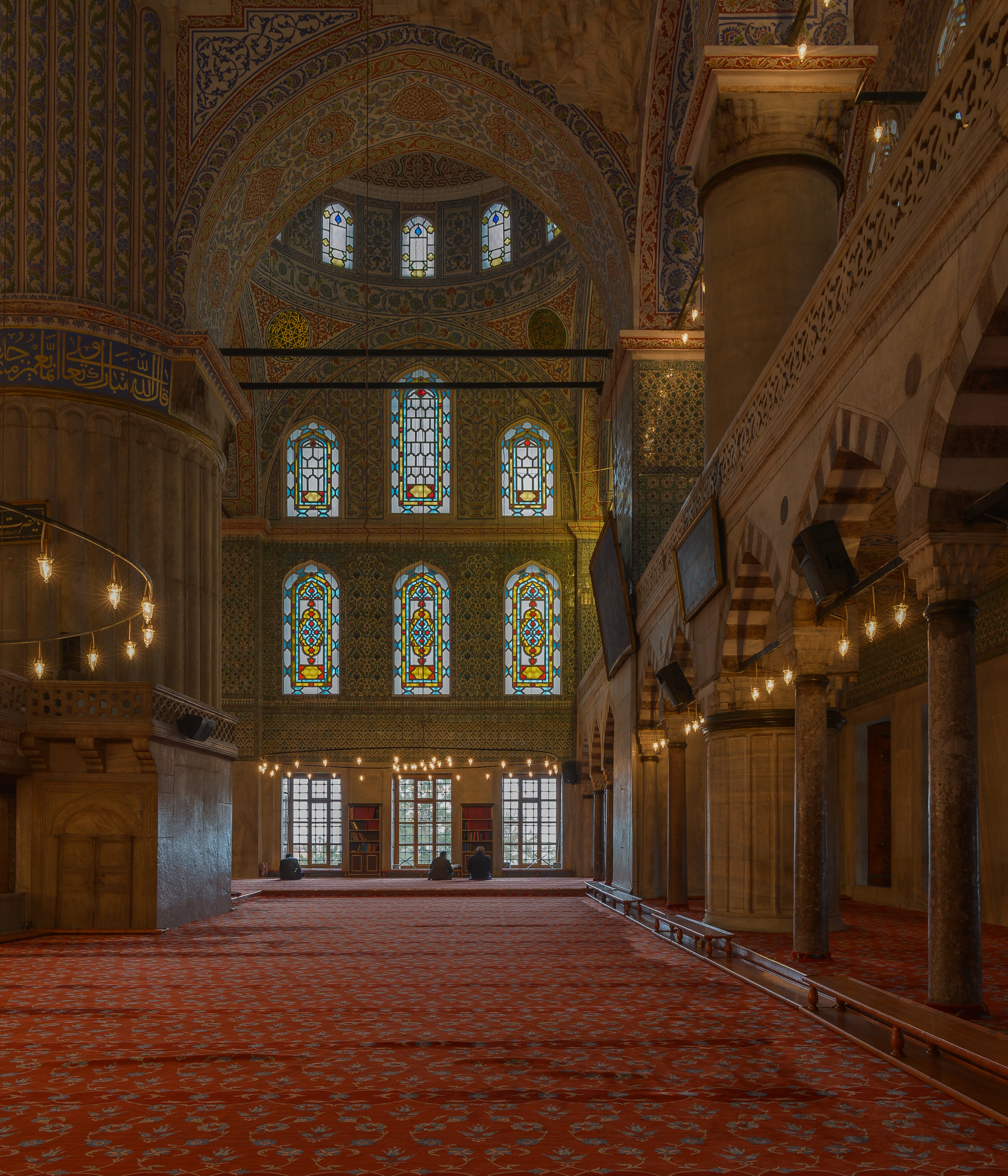
Interiorul Moscheii Sultanului Ahmed. Istanbul. Turcia

Vezi și Ottoman architecture

### Arhitectura timpurie (1299 - 1437)

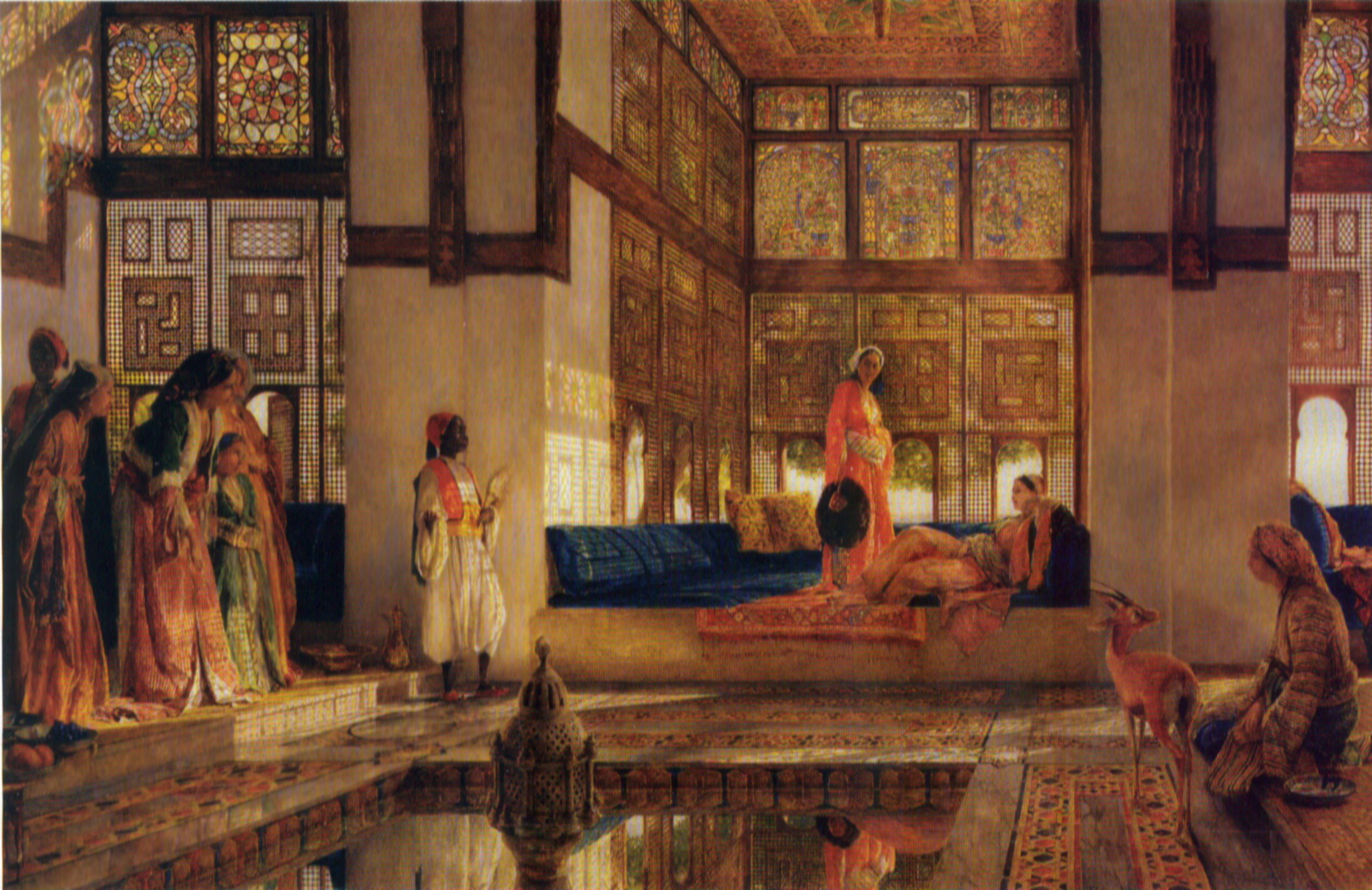
O imagine cu interiorul unei case tradiționale turcești, de John Frederick Lewis (1805 - 1877)

#### Arhitectura otomană timpurie (1299 - 1326)
Odată cu stabilirea Imperiului Otoman, anii 1300-1453 constituie începutul sau prima perioadă otomană în arhitectură, când arta otomană a fost în căutare de noi idei. Această perioadă a cunoscut trei tipuri de moschei: graduală, cu o singură cupolă și moschee unghiulară. Moscheea Haci Özbek (1333) din Iznik, cel mai important centru al artei otomane, fiind și primul exemplu de moschee otomană cu o singură cupolă.

#### Perioada Bursa (1326 - 1437)
Stilul arhitectural bombat s-a dezvoltat în Bursa și Edirne. Ulu Cami (Moscheea Sfântă) din Bursa a fost prima mochee în stil selgiucid și convertită într-una bombată. Edirne (Adrianopol) a fost capitala Imperiului Otoman între 1365 și 1453, când Istanbulul (Constantinopol) a devenit noua capitală; și aici asistăm la finalul etapelor de dezvoltare arhitecturală care a culminat mai apoi, cu construirea unor minunate moschei ale Istanbulului. Clădirile construite în Istanbul de-a lungul perioadei dintre cucerirea turcescă a orașului în 1453 și construcția Moscheii lui Baiazid al doilea sunt, de asemenea, considerate lucrări ale perioadei timpurii. Printre aceste sunt: Moscheea Fatih (1470), Moscheea Mahmut Pasa, palatul cu faianță și Palatul Topkapî. Otomanii au integrat moschei în comunitate și au adăugat cantine, școli teologice, spitale, băi turcești și morminte.

### Perioada clasică (1437 - 1703)

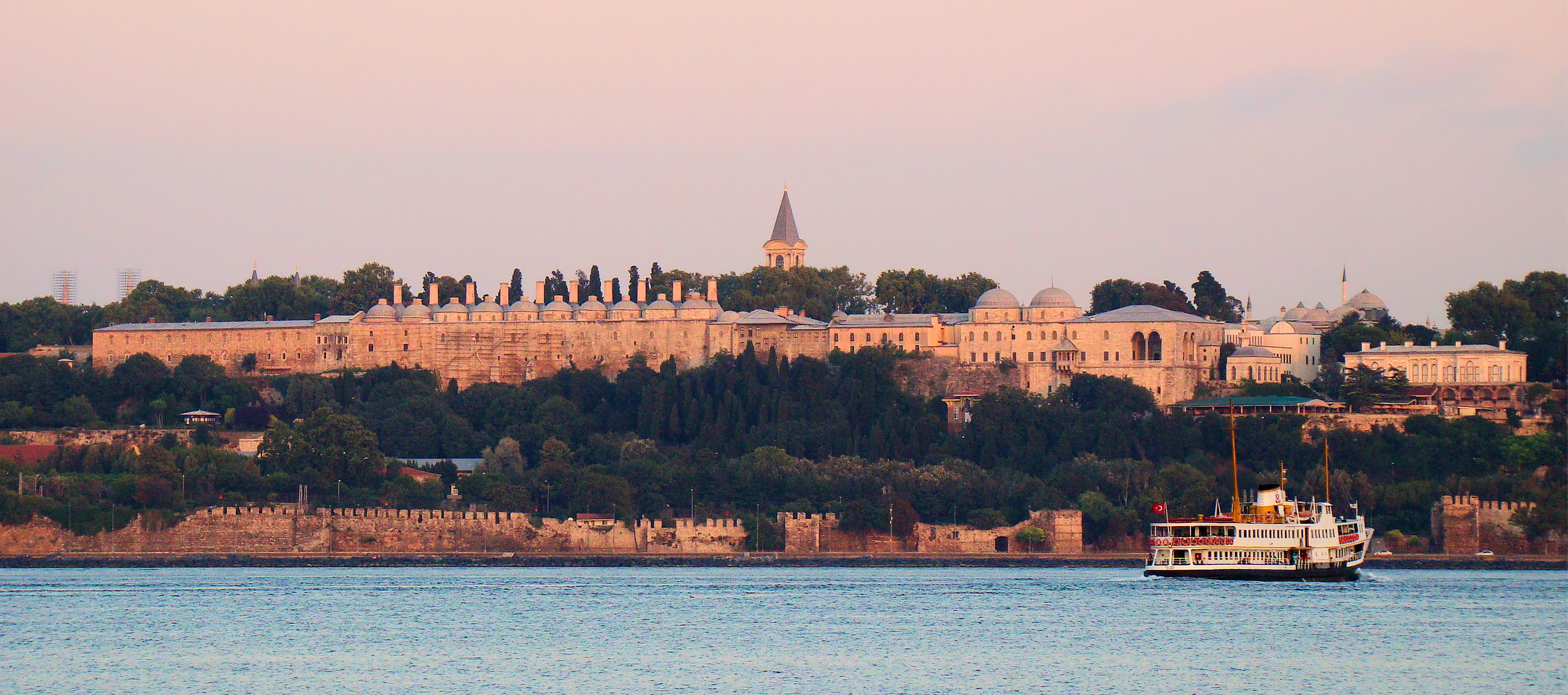
Palatul Topkapî. Istanbul

În timpul perioadei clasice, planurile moscheilor s-au schimbat, incluzând acum curți interioare și exterioare. Curtea interioară și moscheea au fost inseparabile. Arhitectul maestru al perioadei clasice, Mimar Sinan, a fost născut în 1492, în Kayseri și a murit în Instanbul, în anul 1588. Sinan a început o nouă epocă în lumea arhitecturală, creând 334 clădiri în diferite orașe. Prima lucrare importantă a lui Mimar a fost Moscheea Șehzade, finalizată în 1548. 

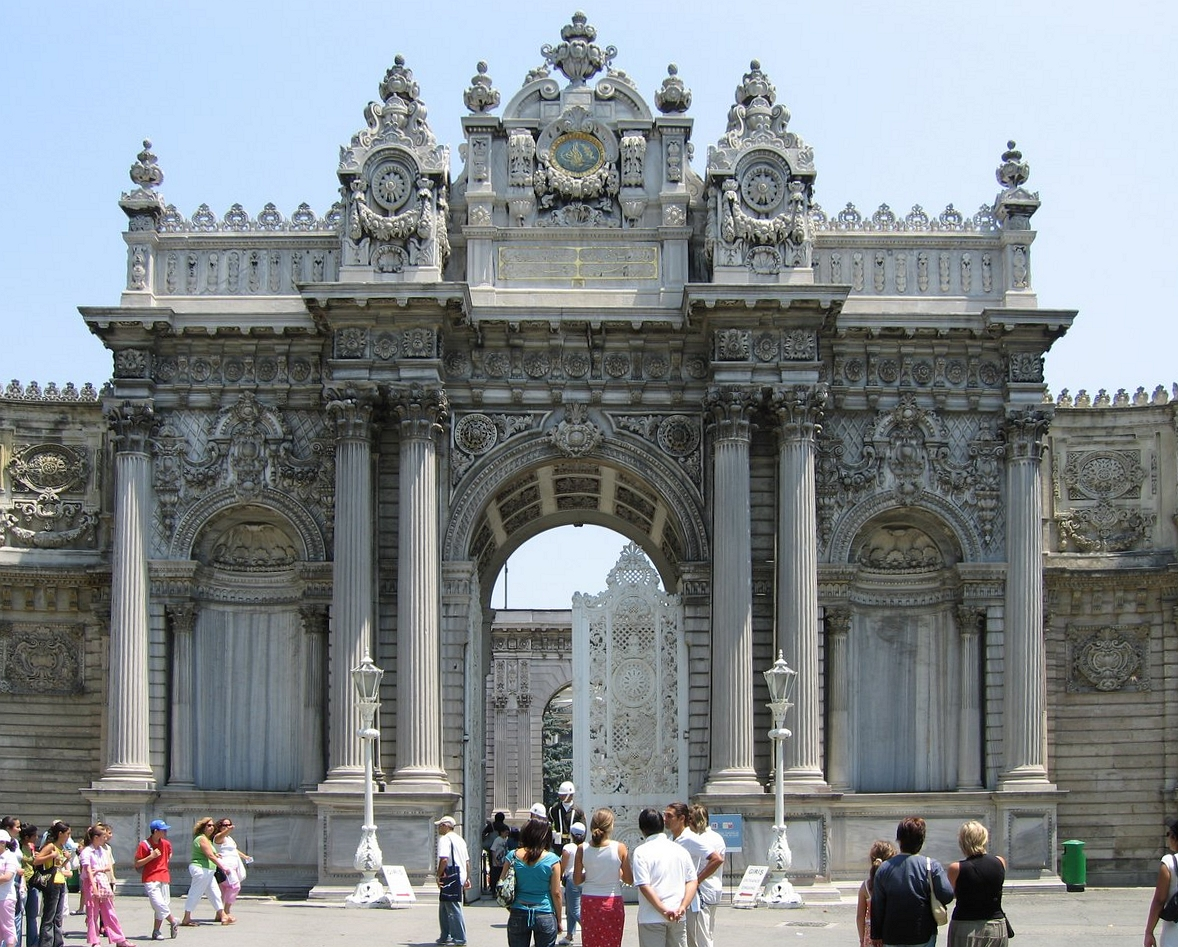
Una dintre porțile principale de intrare ale Palatului Dolmabahçe

A doua lucrare însemnată a fost Moscheea Süleymaniye și complexul înconjurător, construit pentru Suleiman Magnificul . Moscheea Selimiye din Edirne a fost construită de-a lungul anilor 1567-1574, când Sinan a fost în apogeu ca arhitect. Moscheea „Pașa Rüstem”, Moscheea ‘’Sultana Mihrimah‘’, Moscheea ‘’Pașa Ibrahim‘’ și Moscheea Șehzade, precum și mausoleul Magnificului Suleiman, Roxelana și Selim II sunt printre cele mai cunoscute lucrări. Multe design-uri clasice folosesc arhitectura bizantină a vecinilor Balcani ca bază, și de atunci au fost adăugate elemente etice, creând un stil arhitectural diferit. 
Exemple de arhitectură otomană din perioada clasică, în afara Turciei, pot fi văzute, de asemenea și în Balcani, Ungaria, Egipt, Tunisia și Algeria, unde au fost construite moschei, poduri, fântâni și școli.

### Perioada mișcării occidentale (1703-1876)

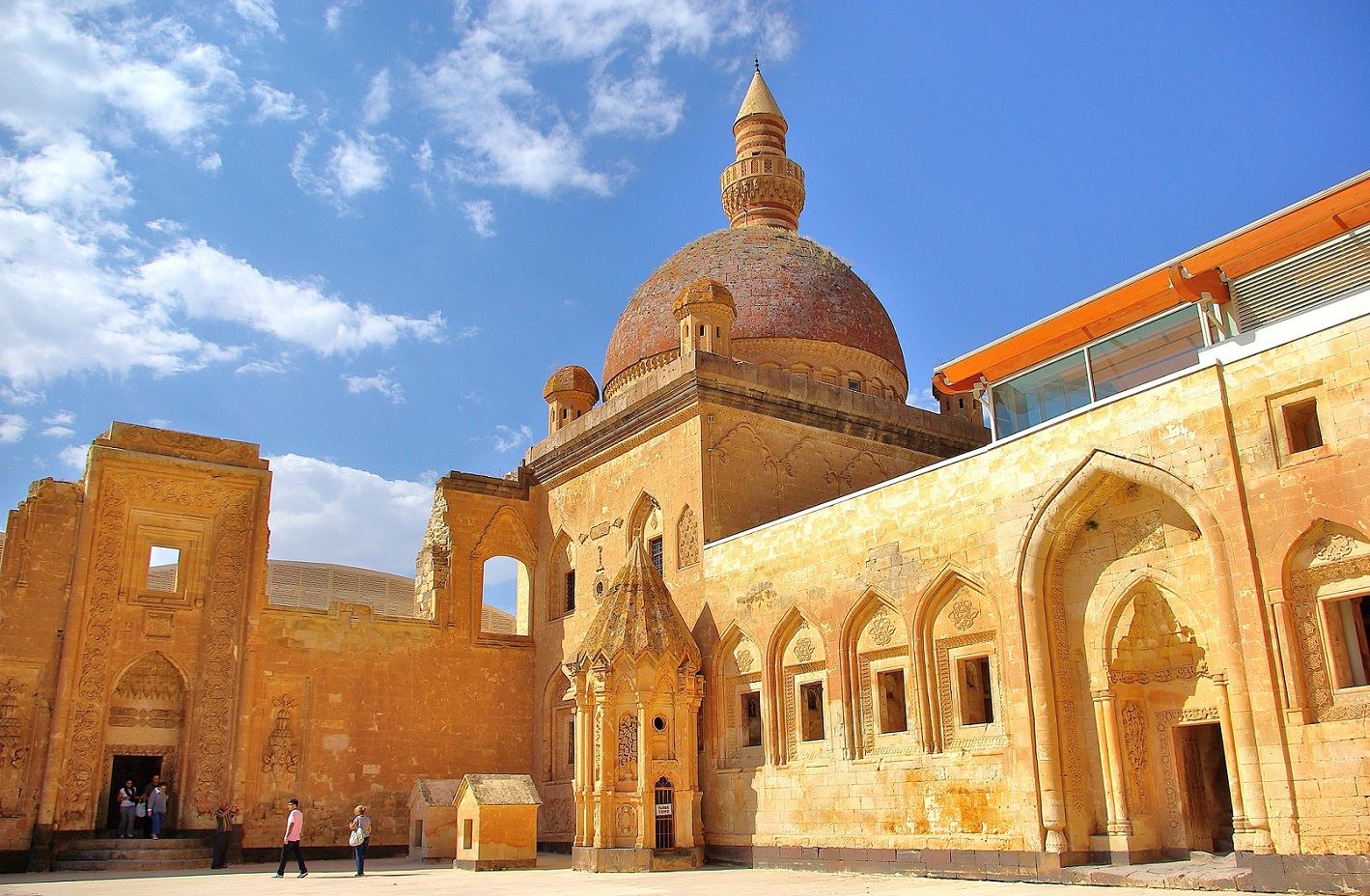
Palatul lui Pașa Isaac, Turcia de Est

În timpul domniei lui Ahmed III (1703-1730) și sub conducerea marelui său vizir, Pașa Ibrahim a urmat o perioadă de pace. Datorită relațiilor strânse dintre Imperiul Otoman și Franța, arhitectura otomană a început să fie influențată de stilurile: baroc și rococo, care au fost populare în Europa. Un stil foarte asemănător cu barocul a fost conceput de Selgiucizi, potrivit unui număr de academicieni.. Exemple de creații ale acestei arte pot fi văzute în spitalul din Divriği și Moscheea (din Divriği), care este locul Patrimoniului Mondial al UNESCO, la fel ca și Dublul Minaret (Çifte Minare) din Sivas, Minaretul Subțire (Ince Minare) din Konya, muzee și multe alte clădiri din perioada selgiucizilor în Anatolia. Este deseori numit ”Portalul Barocului Selgiucid”. De aici a apărut din nou în Italia, și ulterior a crescut în popularitate printre turci de-a lungul erei otomane. Diverși vizitatori și soli au fost trimiși în orașele Europene, în special în Paris, să experimenteze obiceiurile și viața contemporană europeană. Elementele decorative ale barocului și rococo-ului european au influențat chiar și arhitectura religioasă otomană. Pe de altă parte, Mellin, un arhitect francez, a fost invitat de sora Sultanului Selim al III-lea la Istanbul, acesta a descris țărmurile Bosforului și conacele de pe malul mării numite yali. Pe parcursul unei perioade de treizeci de ani cunoscuta sub numele de perioada Tulip (Lalea), toți ochii au fost îndreptați către Vest, și în schimbul lucrărilor monumentale și clasice, s-au construit vile și pavilioane în jurul Istanbulului. Cu toate acestea, vorbim și de acea perioadă când a avut loc și construcția Palatului Ishak Pașa (1685-1784), în Estul Anatoliei.

### Perioada Tulip (Lalea) (1703-1757)

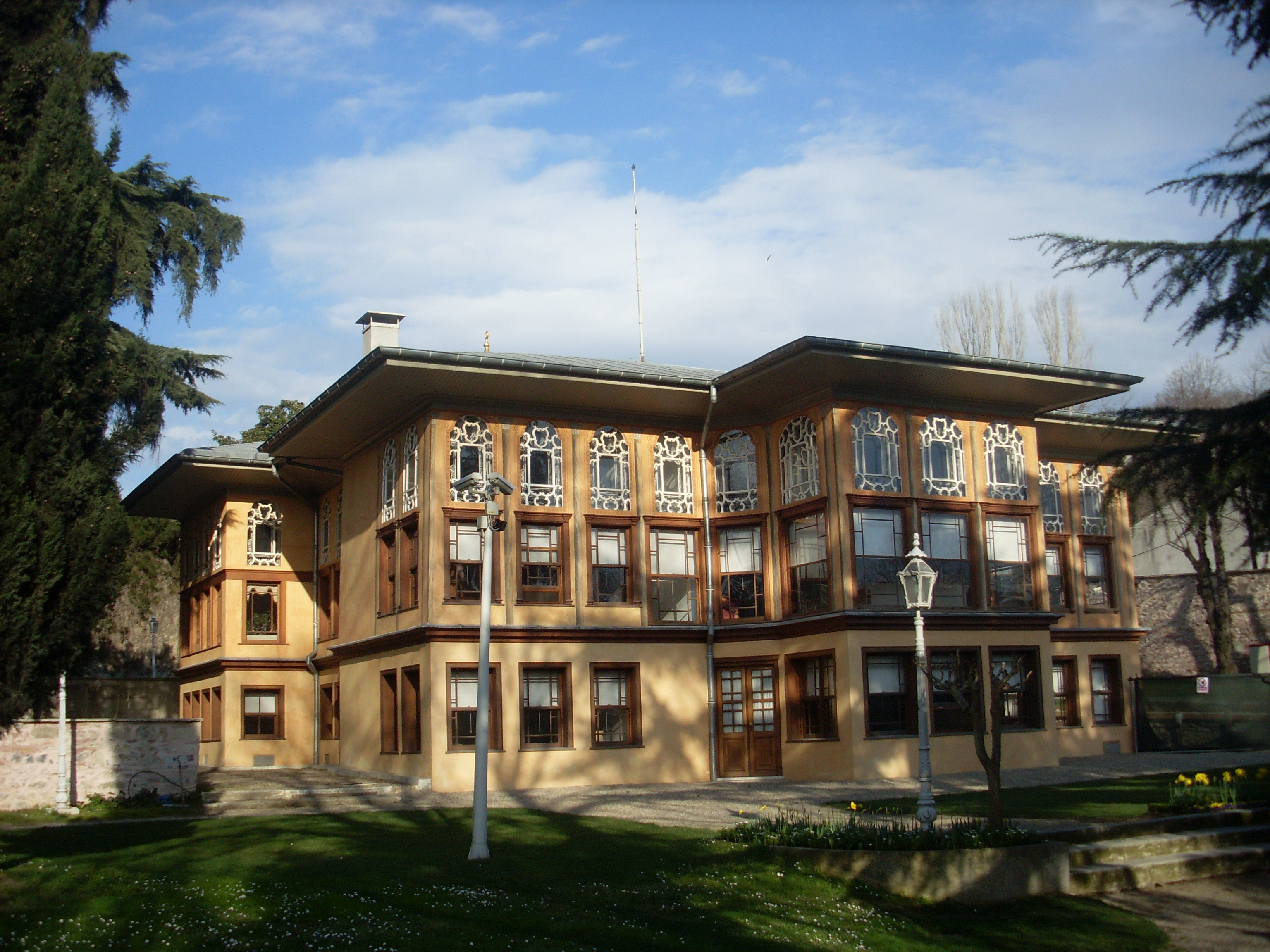
Palatul Aynalikayak

Începând cu această perioadă, clasa superioară și elitele din Imperiul Otoman au început să utilizeze mai des zonele publice și cele deschise. Modalitatea tradițională, introvertită a societății începe să se schimbe. Fântânile și locuințele cu portuare, ca Palatul Aynalikayak devin populare.  Un canal de apă (alt nume fiind Cetvel-i Sim) și o zonă de picnic (Kağıthane) au fost stabilite ca zone de recreație. Deși perioada Tulip s-a încheiat cu răscoala lui Halil, aceasta devine un model pentru mentalitățile occidentale. Pe parcursul anilor 1720-1890, arhitectura otomană a deviat de la principiile clasice. Odată cu detronarea lui Ahmed al III-lea, Mahmud I îi ia locul la tron (1730-1754). În timpul acestei perioade au început să fie construite moschei în stil baroc.

### Perioada barocă (1757-1808)
Linii circulare, ondulate și curbe predomină în structura acestei perioade. Principalele exemple sunt: Moscheea Nur-u Osmaniye, Moscheea Sultanei Zeynep, Moscheea Laleli, Cavoul Fatih, Hanul Laleli Çukurçeșme, Conacul Birgi Çakırağa, Palatul Aynalikavak și cazarmele Selimiye. Mimar Tahir (de asemenea cunoscut ca Mehmed Tahir Ağa) a fost arhitectul important al acestei perioade.

### Perioada imperială (1808-1876)
Moscheea Nusretiye, Moscheea Ortaköy, Cavoul Sultanului Mahmud, Hotelul Galata al călugărilor musulmani Mevlevi, Palatul Dolmabahçe, Palatul Beylerbeyi, Conacul Pașei Sadullah și Barăcile Kuleli sunt cele mai importante exemple ale acestui stil, dezvoltându-se în paralel cu procesul de occidentalizare. Arhitecții din familia Balyan au fost cei mai importanți ai vremii. Această perioadă a fost marcată de clădiri în mai multe stiluri: neoclasic, baroc, rococo și stilul imperial, precum Palatul Dolmabahçe, Moscheea Dolmabahçe și Moscheea Ortaköy.

### Perioada otomană târzie (1876-1922)
Moscheea Sultan Valide, Grupul de clădiri Șeyh Zafir, Scoala de medicină Haydarpașa, clădirile Duyun-u Umumiye, Biroul titlurilor de proprietate de la Istanbul, clădirile mari pentru oficii poștale, precum Merkez Postane (Oficiul Poștal Central) în districtul Sirkeci din Istanbul, și apartamentele Harikzedegan sunt cele mai importante construcții ale acestei perioade când stilul eclectic predomina. Raimondo Tommaso și Alexander Vallaury au fost arhitecții principali ai vremii.

### Perioada republicii
- Articol principal: Architecture of Turkey

În primii ani ca Republică, înființată în 1923, arhitectura turcească a fost influențată de arhitectura otomană, în special în timpul Primei Mișcări Naționale Arhitecturale. Cu toate acestea, din anii 1930, stilurile arhitecturale au început să se diferențieze de arhitectura tradițională, ca rezultat al creșterii numărului de arhitecți străini, fiind invitați să lucreze în țară, de cele mai multe ori din Germania și Austria. Al Doilea Război Mondial a fost o perioadă de izolare, în timpul căreia a apărut A Doua Mișcare Națională Arhitecturală . Similară cu arhitectura fascistă, mișcarea are ca scop crearea unei arhitecturi moderne, dar naționalistă. 
Începând cu anii 1950, izolarea de restul lumii a început să scadă, conducând la inspirarea arhitecților turci de către contemporanii lor din restul lumii. Cu toate acestea, ei au fost limitați de lipsa infrastructurii tehnologice sau de insuficiența resurselor financiare până în anii 1980. După aceea, liberalizarea economiei și trecerea către o creștere bazată pe export au deschis calea către transformarea sectorului privat în principala influență asupra arhitecturii.

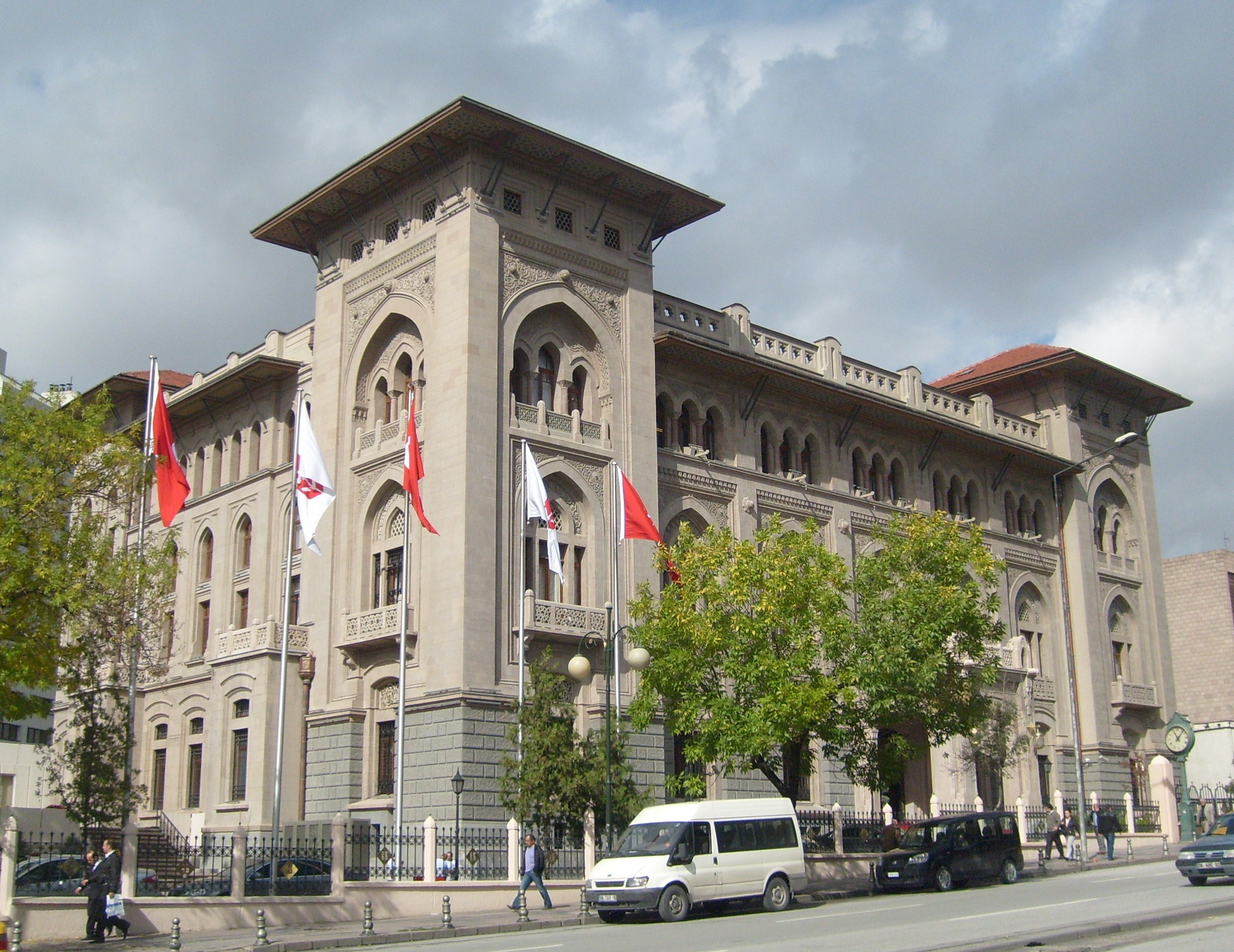
Primul cartier general, Ziraat Bank (1925–29), în Ankara a fost proiectat de Giulio Mongeri fiind un simbol important al Primei Mișcări Arhitecturale Naționale.
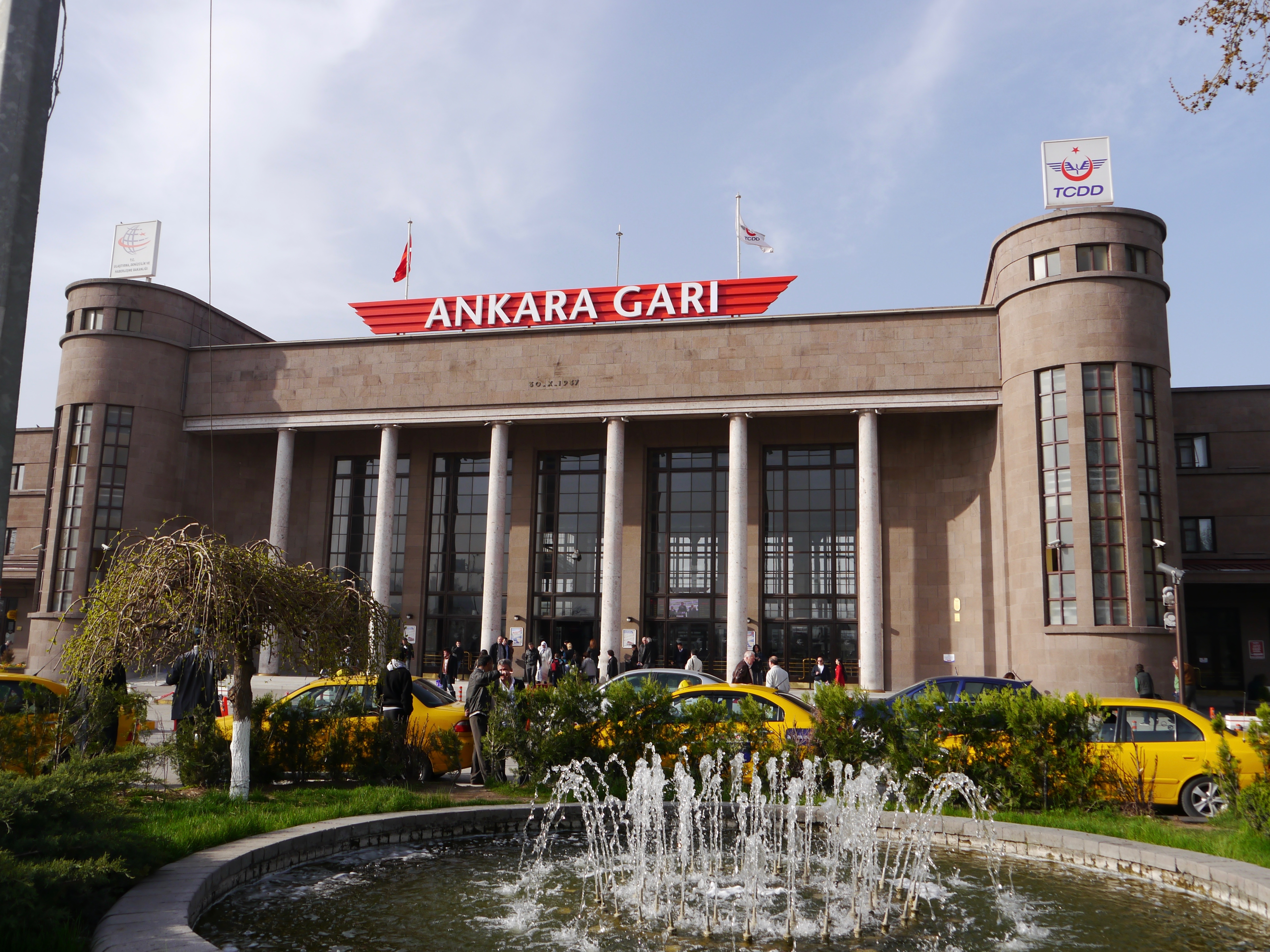
Proiectat de Șekip Akalın, Ankara Central Station (1937) este o  artă decorativă pentru acea perioadă.
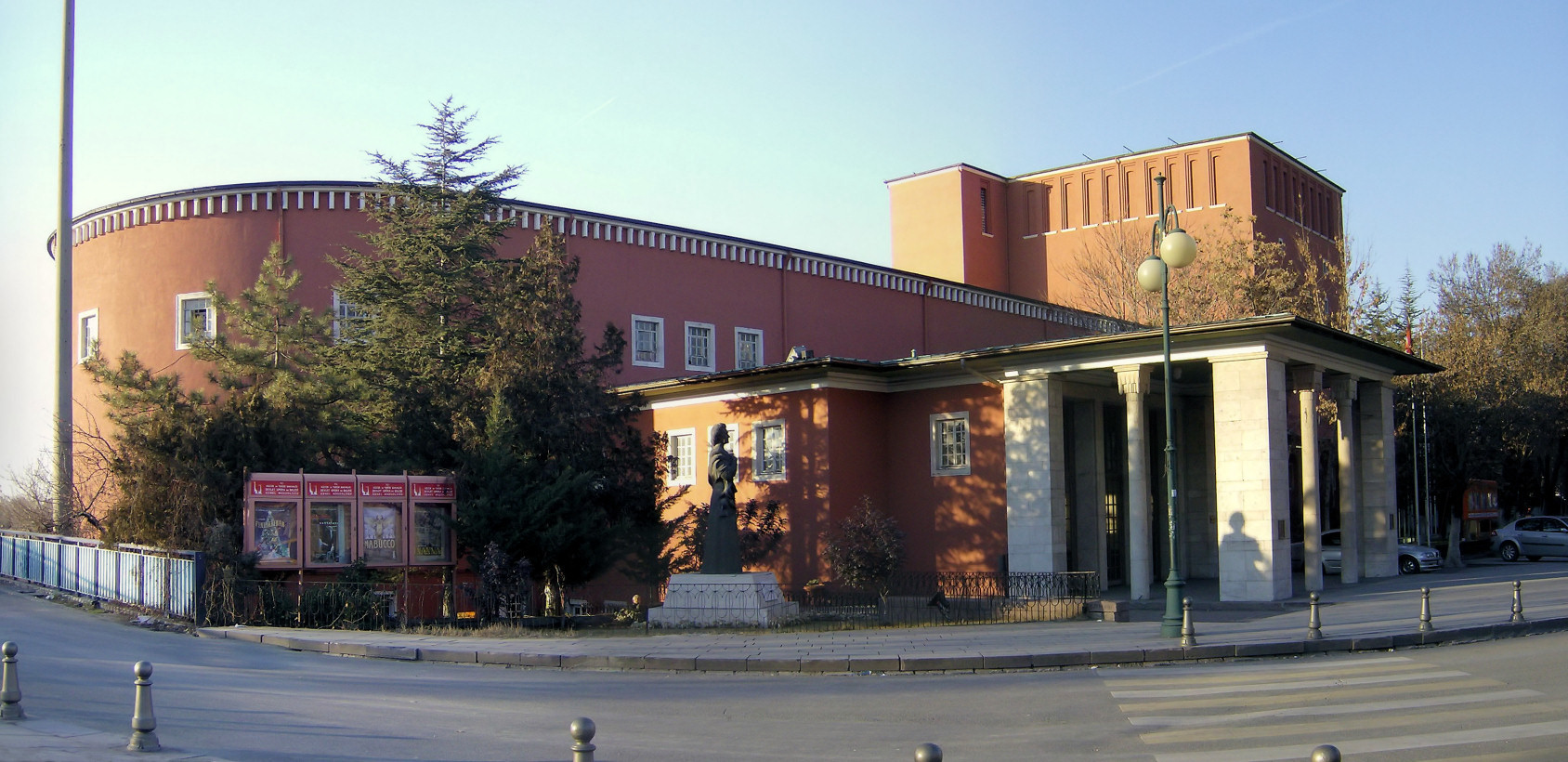
Casa de operă din Ankara, proiectată de Șevki Balmumcu (1933–34) și renovată de Paul Bonatz (1946–47).
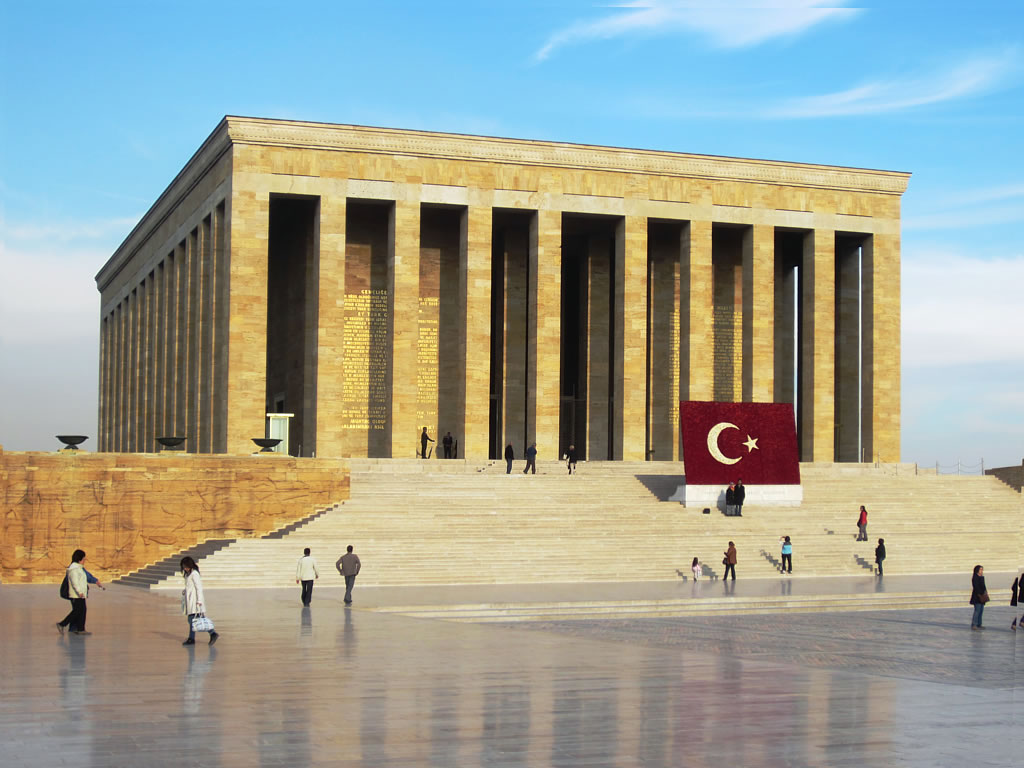
Anıtkabir proiectată de Emin Halid Onat și Ahmet Orhan Arda (1944–53)
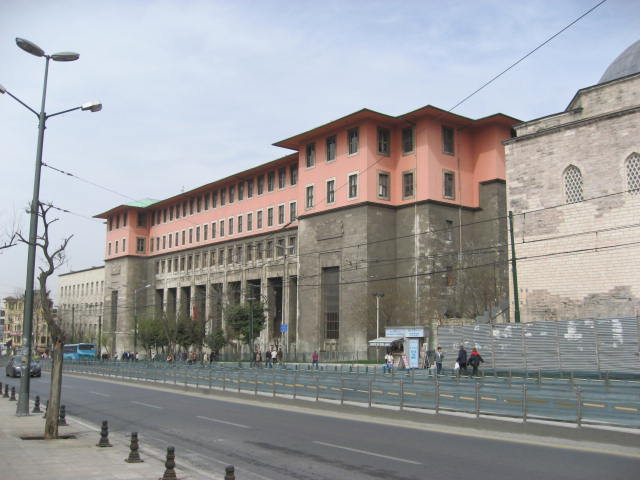
Universitatea din Istanbul Facultatea de Științe și Facultatea de Literatură (1944–52) proiectată de Sedad Hakkı Eldem și Emin Onat.
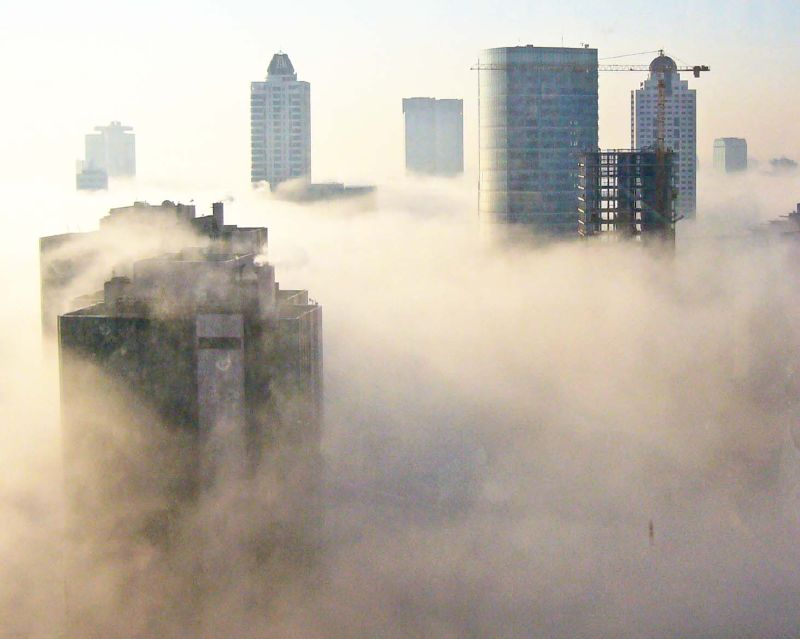
Zgârie-nori în Levent cartier din Istanbul.
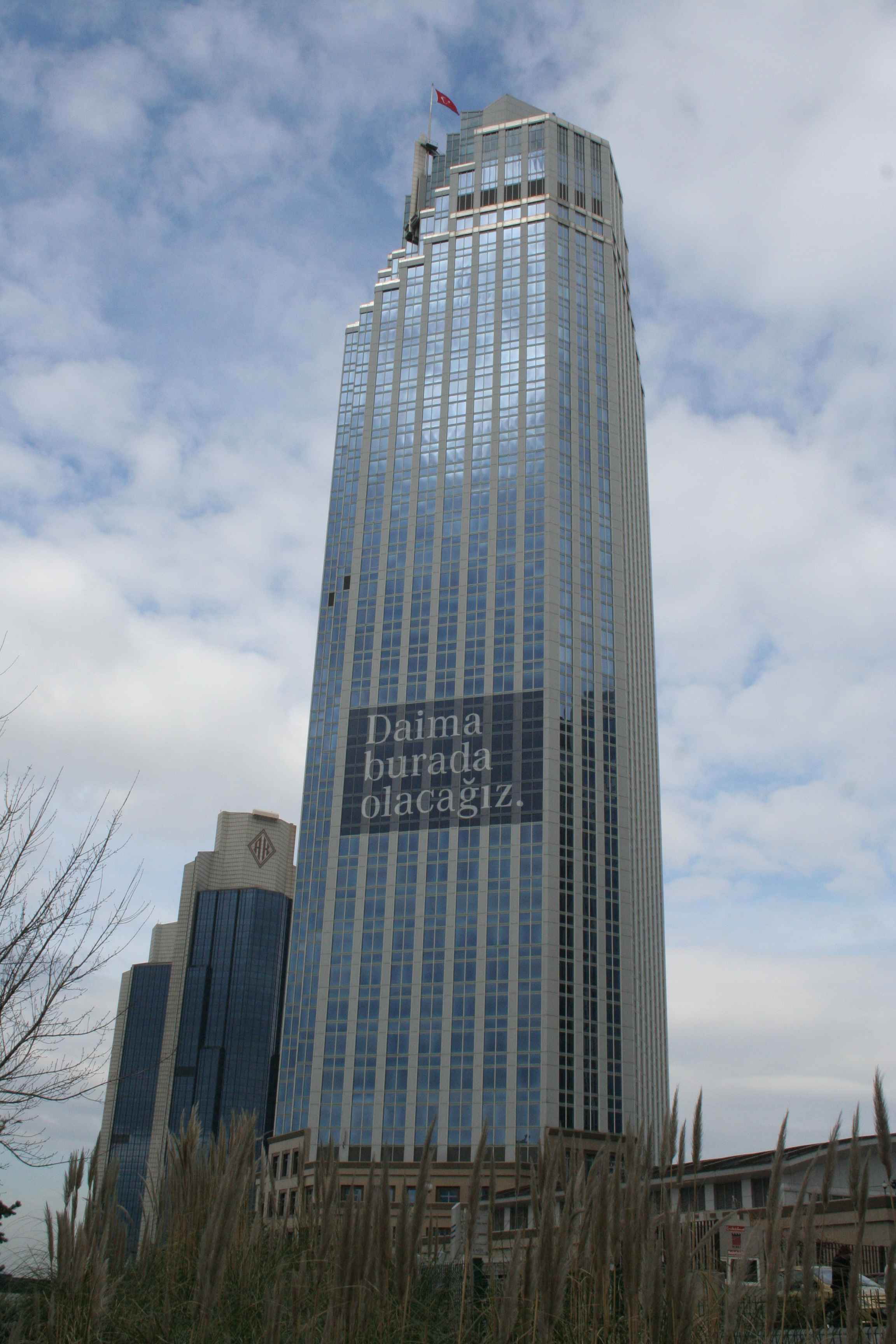
Isbank Tower 1 (1995–2000) în Levent cartier din Istanbul.
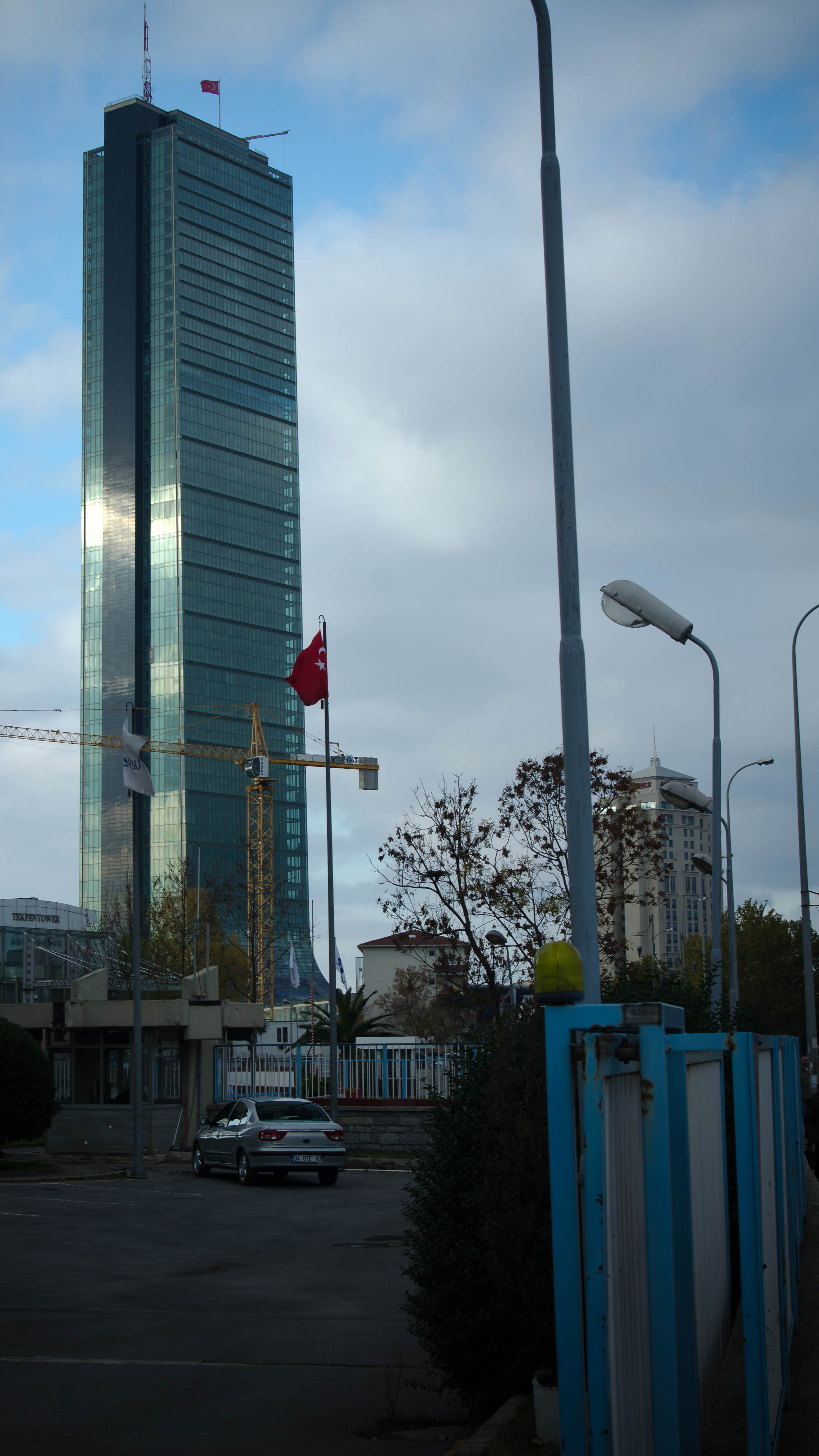
Istanbul Sapphire (2006–11) este cea mai mare construcție din  Turcia și a patra în Europa.
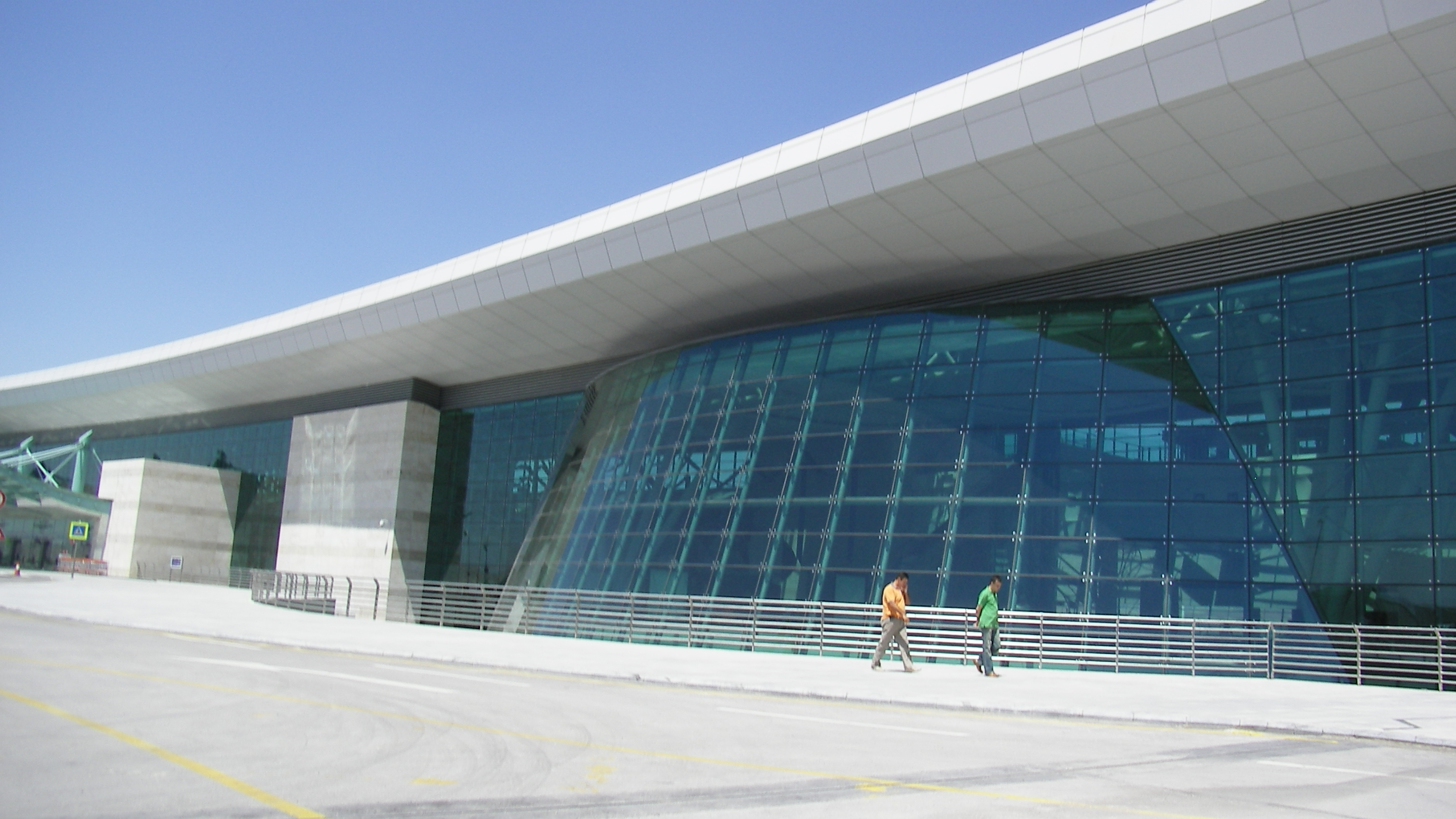
Aeroportul Internațional Esenboğa, Ankara
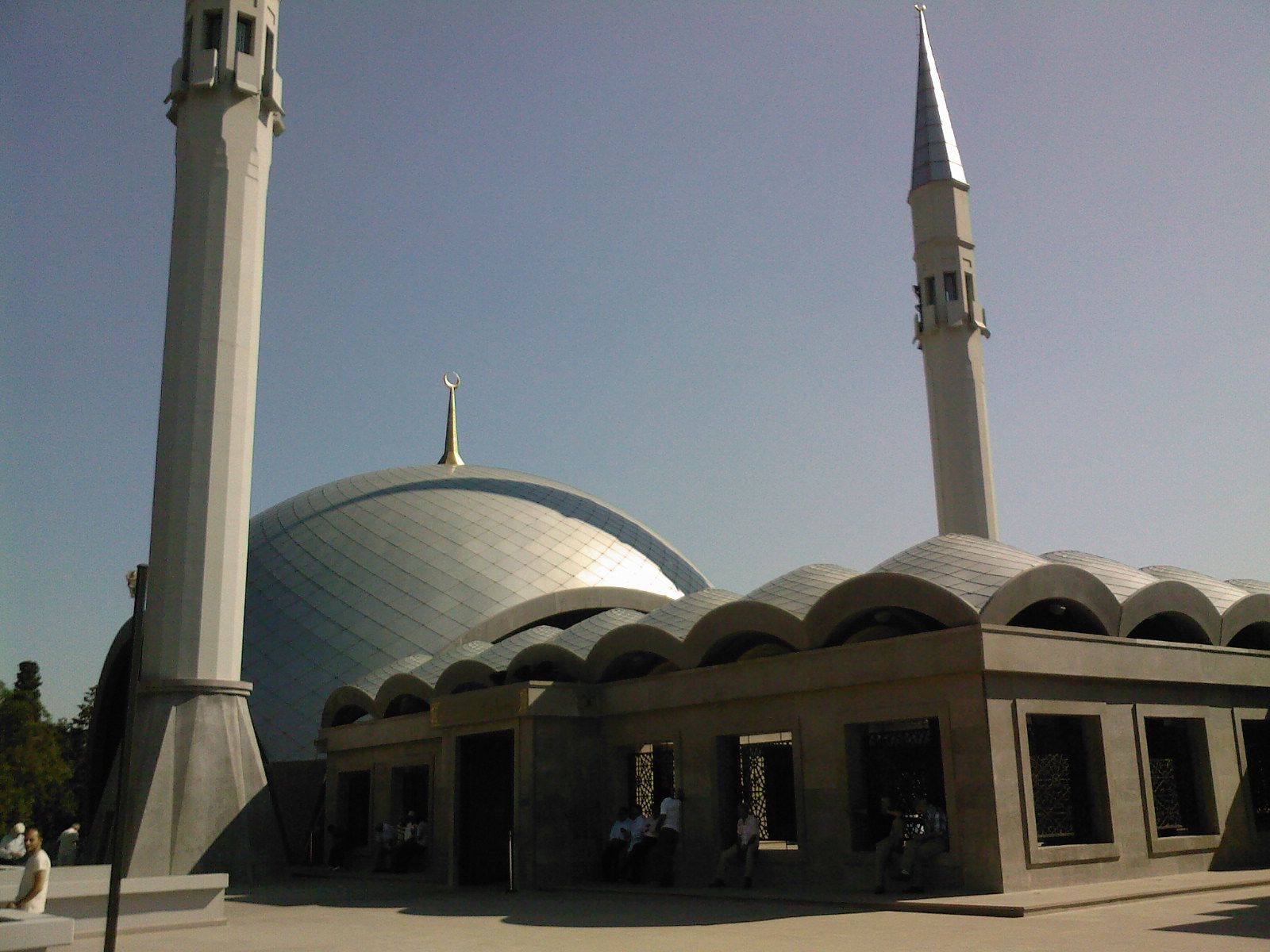
Moscheea Șakirin (2005–09)
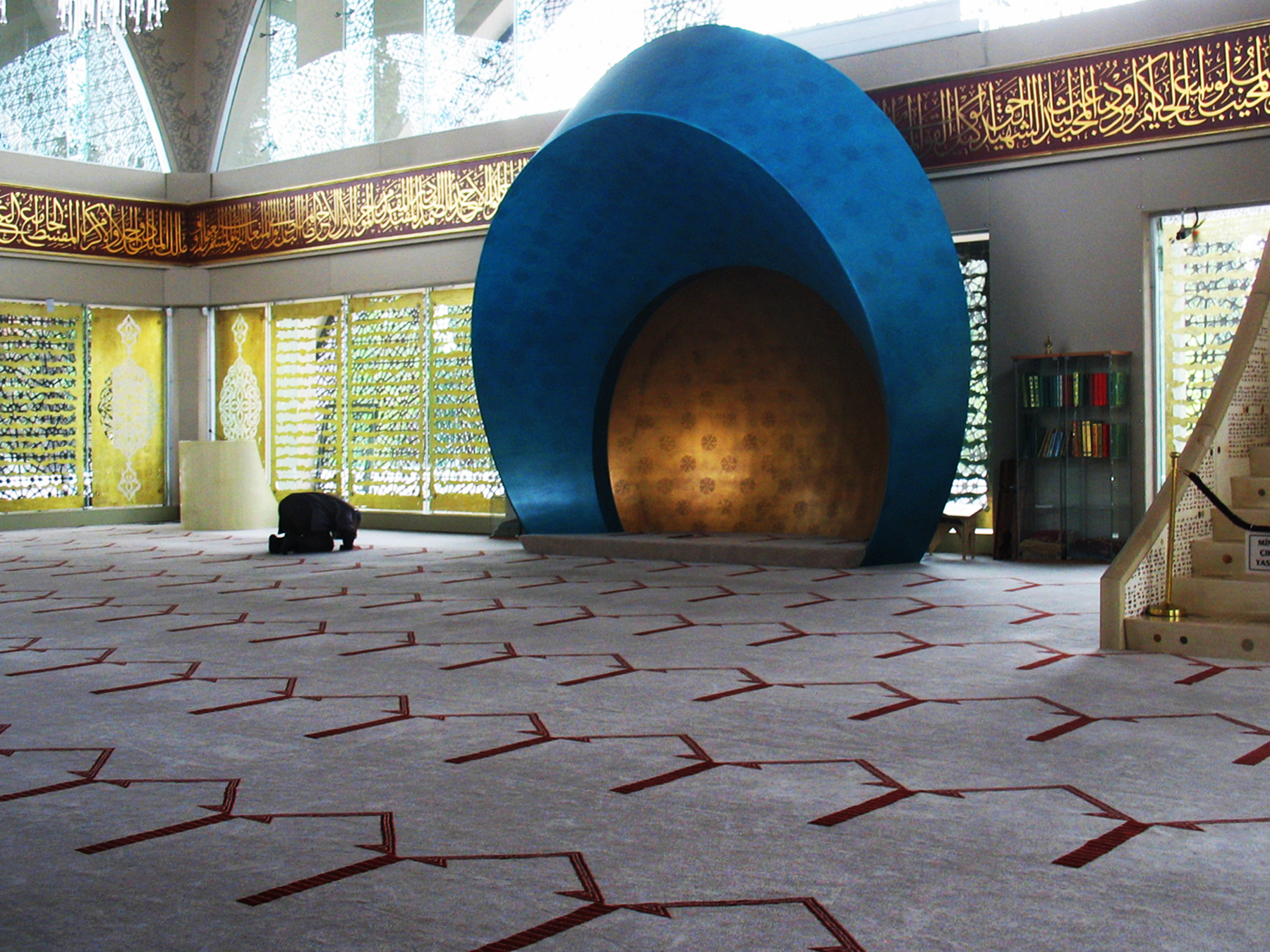
Interiorul Moscheii Șakirin (2005–09)
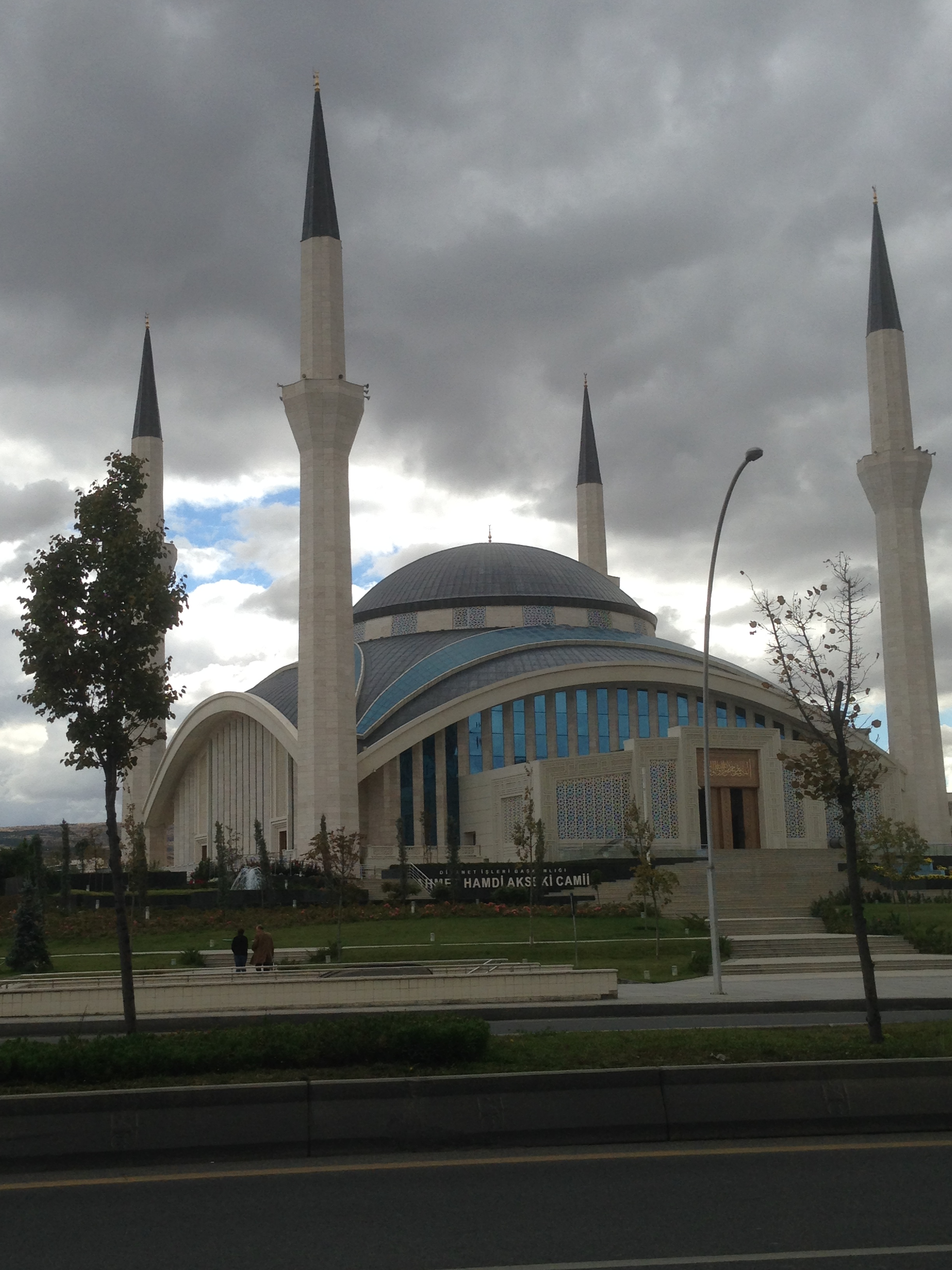
Moscheea Ahmed Hamdi Akseki(2013)

## Cinema
Filmele turcești au câștigat numeroase premii în ultimii ani. Nuri Bilge Ceylan a câștigat premiul pentru cel mai bun regizor, în 2008, cu filmul Üç Maymun (Cele trei maimuțe) la Festivalul Internațional de film de la Cannes. Este a patra oară când Ceylan este premiat la Cannes, după premiera filmului Uzak (Distanță) în 2003 –2004 și a filmul Iklimler (Climă) în 2006; atât Uzak, cât și Iklimler au fost nominalizate pentru cel mai mare premiu (Palme d'Or) al Festivalului de la Cannes. Aceste trei filme, alături de altă muncă importantă a lui Ceylan, cum ar fi Kasaba (Orașul) (1997) și Mayis sikintisi (1999) au câștigat, de asemenea, alte premii la festivaluri importante de film; printre care se numără: Premiera Festivalului de film „Angers European” (1997 și 1999), Festivalul de film din Ankara (2000), Festivalul de film „Antalya Golden Orange” (1999, 2002,2006), Bergamo Film Meeting (2001), Festivalul de la Berlin (1998), Festivalul de film „Manaki Brothers ” (2003), Festivalul Internațional  de Cinema Independent, la Buenos Aires (2001), Festivalul de film „Cinemanila” (2003), Premii europene pentru filme (2000) Festivalul de film din Istanbul (1998, 2000, 2003 și 2007), Festivalul de film din Mexico (2004), Festivalul de film mediteraneean „Montpellier” (2003), Festivalul de film „San Sebastián” (2003), Festivalul de film din Singapore (2001), Festivalul de film „Sofia” (2004), Festivalul de film din Tokyo (1998) și Festivalul de film „Trieste” (2004).
Mai recent, Semih Kaplanoğlu a câștigat premiul „Ursul de aur” la cel de-al șaizecilea Festival Internațional de la Berlin, cu filmul Honey (Mierea) în 2010; acest film este al treilea și ultimul din trilogia Yusuf (care înclude deja filmele Ouă și Lapte). Aceasta este a doua oară când un film turcesc câștigă acest premiu; prima dată fiind câștigat de Metin Erksan, în 1964 cu filmul Susuz Yaz (Vară secetoasă). 
Directorul de film Fatih Akin, care locuiește în Germania și are dublă cetățenie (turcă și germană) a câștigat premiul „Ursul de aur” în 2004, la Festival Internațional de la Berlin cu filmul Head-on (Cu capul înainte). Filmul a câștigat alte numeroase premii la diferite festivaluri internaționale. Fatih Akin a fost nominalizat pentru premiul Palme d'Or (cel mai mare premiu al Festivalului de la Cannes) și a câștigat premiul pentru cel mai bun regizor în 2007, la Cannes; precum și premiul Golden Orange, în 2007 la Festivalul de film din Antalya. Premiul Lino Brocka în 2007 la Festivalul de film Cinemanila din Filipine; premiul european pentru cel mai bun scenarist în 2007; premiile germanice pentru cea mai bună regie, pentru cel mai bun scenariu și pentru cea mai remarcabilă trăsătură în 2008; la Festivalul de film de la RiverRun, în 2008 primește premiul pentru cel mai bun film și premiul pentru cel mai bun scenariu; premiul Bavarian în 2008, și premiul Lux de la Parlamentul European pentru filmul Edge of Heaven (Limita cerului). Alte filme importante ale lui Akin: Kurz und schmerzlos 1998 (Scurt și fără durere), Im Juli (2000) (În iulie), Solino (2002), și Crossing the Bridge: The Sound of Istanbul (2005) (Traversând podul: Un sunet al Istanbulului) care a câștigat numeroase premii.
Un alt regizor de film faimos este Ferzan Özpetek, ale cărui filme precum Hamam (1997) (Baie turcească), Harem suaré (Petrecere în harem) (1999), Le Fate Ignoranti (Viața secretă) (2001), La finestra di fronte (2003) (Fereastra de vizavi), Cuore Sacro (Inimă sfântă) (2005) și Saturno contro (Saturn în opoziție) (2007) au câștigat  premii și faimă internațională. Filmul „La finestra di fronti” (Fereastra de vizavi) (2003) a avut un succes special, câștigând premiile: pentru cel mai bun film și juriu savant în 2003, premiul David di Donatello, Globul de cristal și premiul pentru cel mai bun regizor în 2003 la Festivalul internațional de film „Karlovy Vary”, Panglica de argint (Silver Ribbon) pentru cea mai originală poveste, de la Sindicatul Național Cinematografic Italian, Trofeul festivalului în 2004 la Foyle, premiul de audiență în 2004 la Festivalul de film independent ”Rehoboth Beach” și premiul de audiență „Canvas” în 2004 la Festivalul Internațional de film „Flanders”.

## Sportul
Articol principal: Sport în Turcia

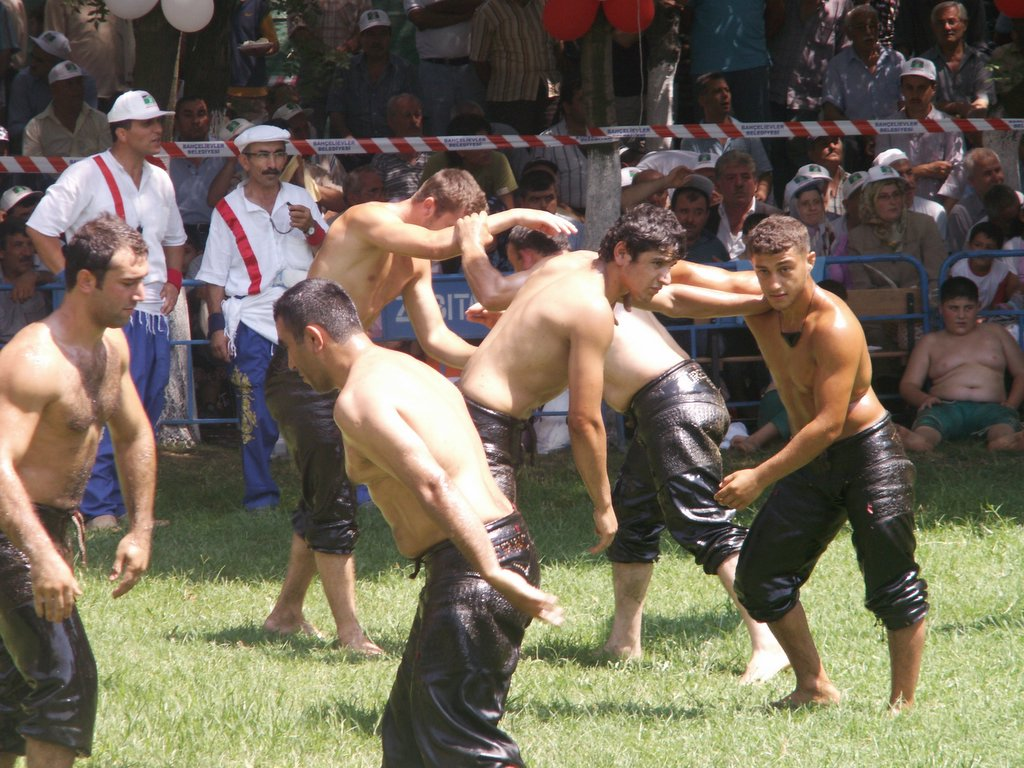
Un turneu de lupte petroliere la Istanbul. Acesta a fost sportul național al Turciei încă din vremea otomană.

Sportul național tradițional turc a fost Yagli güreș (Lupta cu uleiuri) încă din perioada otomană. Turneul internațional yagli güreș (lupta cu ulei) se organizează anual în Kırkpınar lângă Edirne. Totodată, este cea mai veche competiție sportivă din lume continuă sancționată, care a avut loc în fiecare an din 1362.
Cel mai popular sport din Turcia este fotbalul. Printre echipele de top din Turcia se numără Fenerbahçe, Galatasaray și Beșiktaș. În 2000, Galatasaray și-a consolidat rolul de club european important, câștigând Cupa UEFA și Supercupa UEFA. Doi ani mai târziu, echipa națională a Turciei a terminat pe locul al treilea la Cupa Mondială FIFA 2002 din Japonia și Coreea de Sud, în timp ce în 2008 echipa națională a ajuns în semifinalele competiției UEFA Euro 2008.

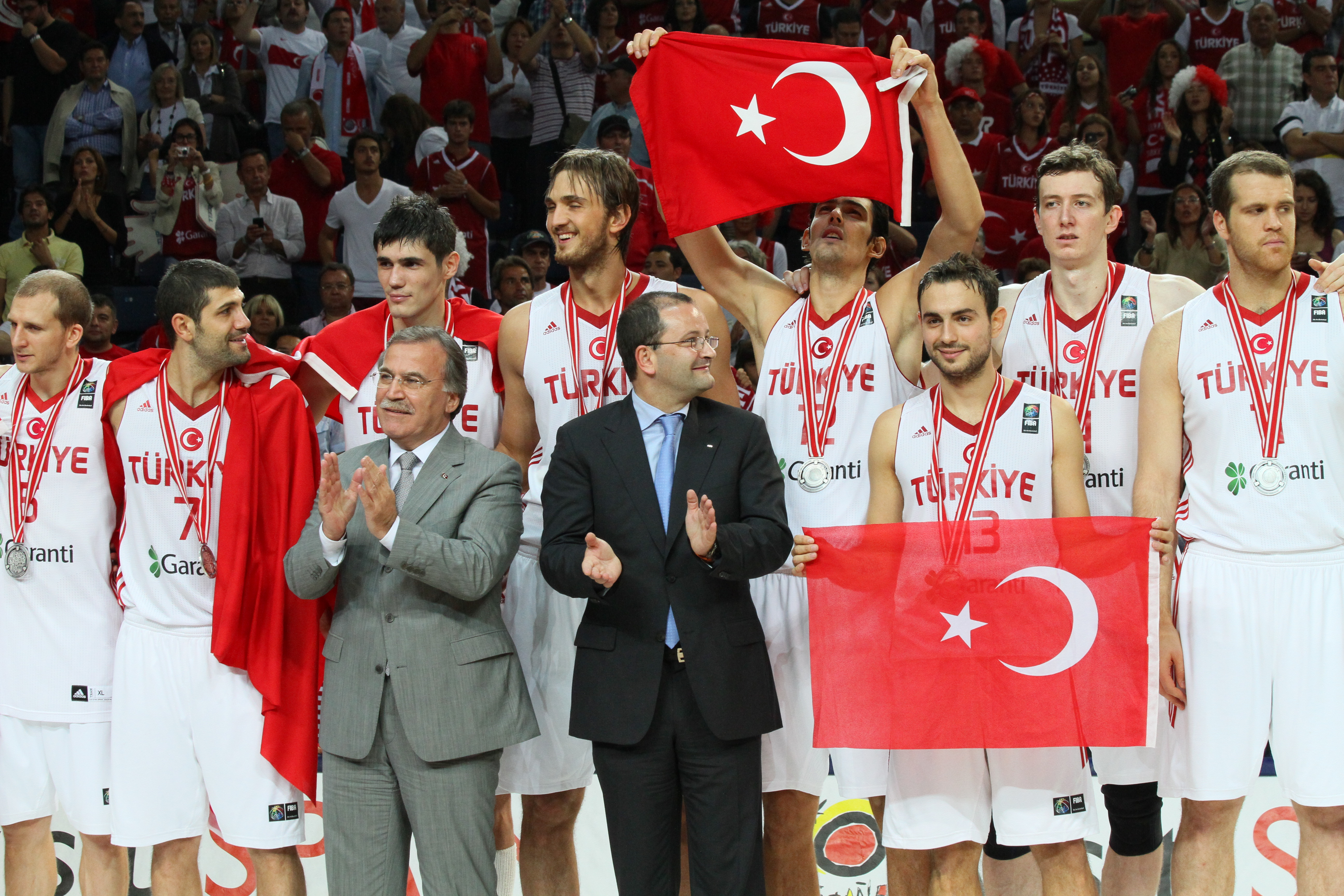
Echipa națională de baschet a Turciei a câștigat medalia de argint la Campionatul Mondial FIBA din 2010.

Alte sporturi obișnuite precum baschetul și voleiul sunt, de asemenea, populare. Turcia a găzduit turneul internațional de baschet, adică Campioniatul Mondial FIBA 2010 și a ajuns în finală. Echipa națională de baschet masculin a terminat pe locul doi la Eurobasket 2001; în timp ce Efes Pilsen S.K. a câștigat Cupa Korać  în 1996. Tot ei au terminat pe locul al doilea la Cupa Saporta din 1993 și a ajuns în Final Four la Euroliga și Superliga în 2000 și 2001. Baschetbaliștii turci au avut, de asemenea, succes în NBA. În iunie 2004, Mehmet Okur a câștigat Campionatul NBA 2004 cu Detroit Pistons, devenind primul jucător turc care a câștigat un titlu NBA. Okur a fost selectat pentru Echipa Starurilor a Conferinței de Vest pentru jocul Starurilor NBA din 2007, devenind, de asemenea, primul jucător turc care a participat la acest eveniment. Un alt jucător turc de succes în NBA este Hidayet Türkoğlu, căruia i s-a acordat Premiul pentru cel mai crescut jucător din NBA pentru sezonul 2007-2008, în 28 aprilie 2008. Echipele feminine de volei precum Eczacıbașı, Vakıfbank Güneș Sigorta și Fenerbahçe Acıbadem au fost de departe cele mai de succes în orice sport de echipă, câștigând numeroase titluri la campionate europene și medalii.
Sporturile cu motor au devenit populare recent, în special după includerea Raliului Turc în calendarul Campionatului Mondial de Raliuri FIA în 2003, și a includerii Marelui Premiu al Turciei în calendarul de curse de Formula 1 în 2005. Alte evenimente anuale importante de sporturi cu motor care se desfășoară în circuitul de curse din Intercity Istanbul Park includ Marele Premiu MotoGP al Turciei, Campionatul Mondial de Turism FIA, Seria GP2 și Seria Le Mans. Din când în când, Istanbul și Antalya găzduiesc, de asemenea, etapa turcă a campionatului F1 Powerboat Racing; în timp ce etapa turcă Red Bull Air Race World Series, o competiție de curse aeriene are loc deasupra Cornului de Aur din Istanbul. Surful, snowboarding-ul, skateboarding-ul, parașutismul și alte sporturi extreme, devin din ce în ce mai populare în fiecare an.
Felurile de lupte internaționale guvernate de FILA, cum ar fi lupta liberă și lupta greco-romană, sunt de asemenea populare, cu multe titluri la campionate europene, mondiale și olimpice, câștigate de luptătorii turci atât individual, cât și ca echipă națională. Un alt sport major în care turcii au avut succes la nivel internațional sunt haltere; ca halterofili turci, atât bărbați, cât și femei, au depășit numeroase recorduri mondiale și au câștigat mai multe titluri la campionate europene, mondiale și olimpice. Naim Süleymanoğlu și Halil Mutlu au obținut statutul legendar dintre puținii halterofili care au câștigat trei medalii de aur la trei olimpiade.
Turcia a găzduit Universiada de vară 2005 în İzmir și Universiada de iarnă 2011 în Erzurum.

## Bucătăria turcească

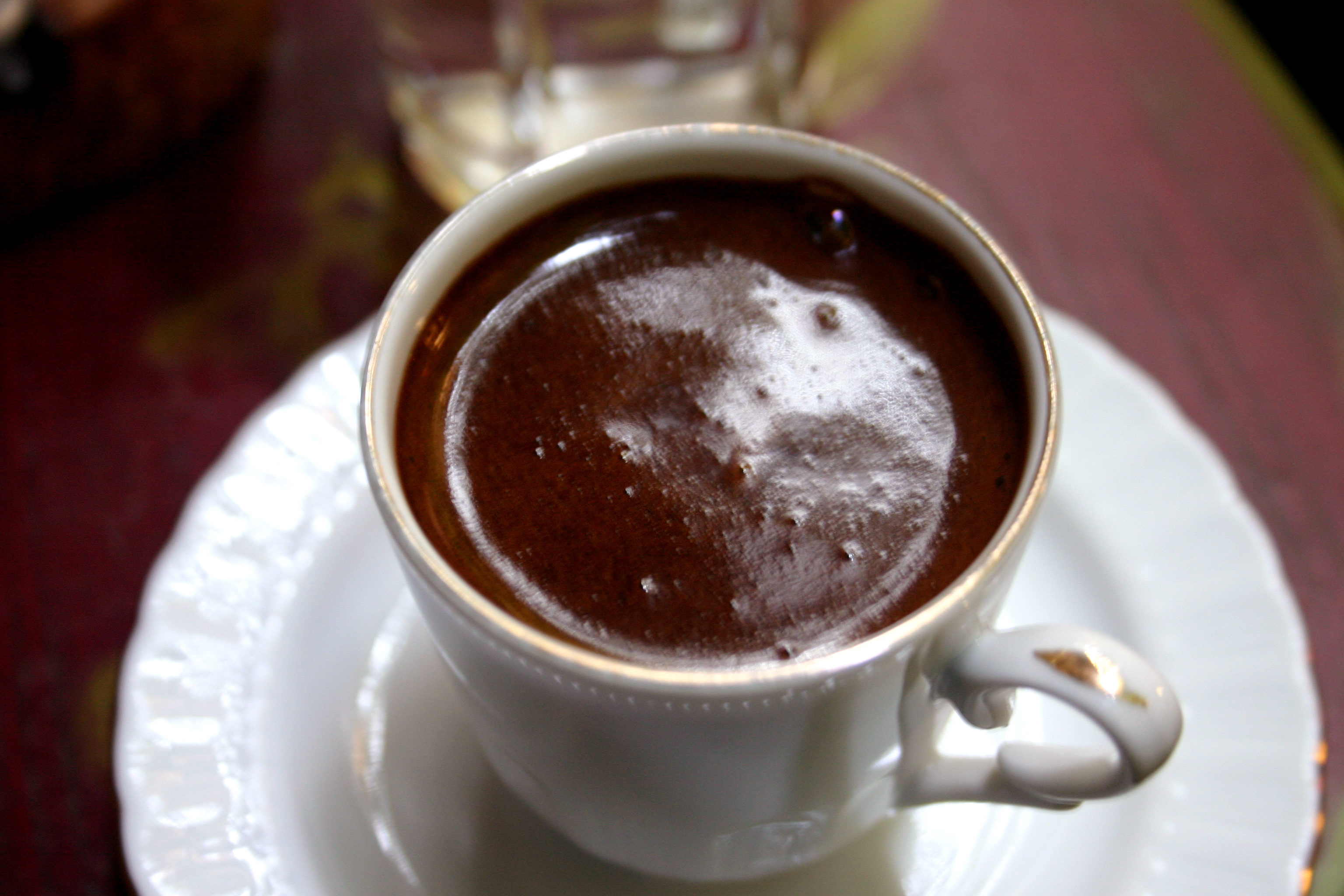
Cafeaua turcească

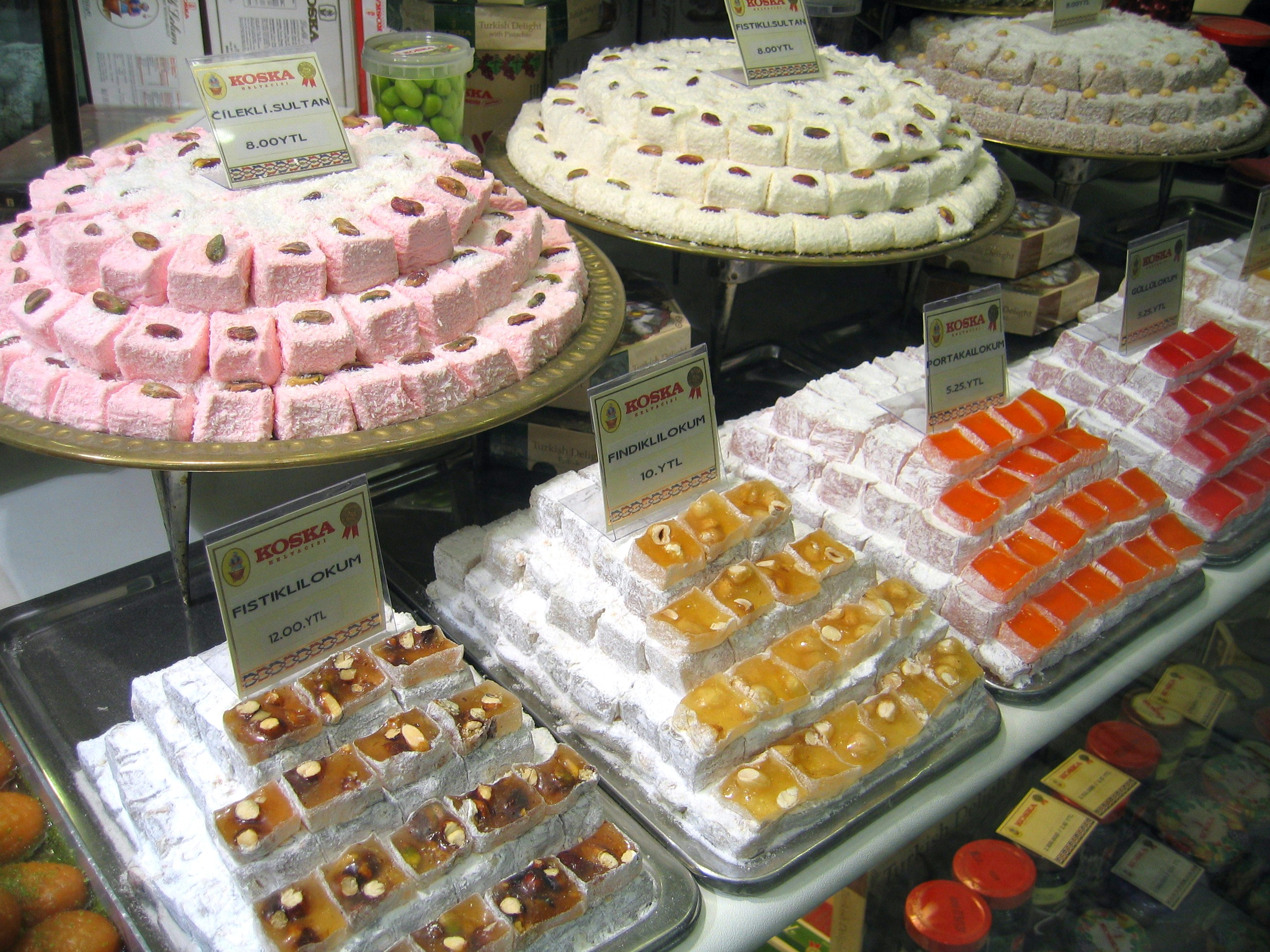
Delicii turcești

Bucătăria turcească este moștenită din patrimoniul Otoman, care poate fi descrisă ca o fuziune și perfecționare a bucătăriilor: turcești, arabice, grecești, armene și persiene. Bucătăria turcească a influențat atât aceste bucătării, cât și alte bucătării vecine, cum ar fi bucătăriile Vest-Europene. Otomanii au contopit numeroase tradiții culinare din ținutul lor cu influențe din Orientul Mijlociu, împreună cu elemente tradiționale turcești din Asia Centrală, de exemplu iaurtul. Imperiul Otoman a creat într-adevăr o gamă largă de specialități tehnice. Poate fi observat că numeroase regiuni din Imperiul Otoman conțin frânturi ale specialităților otomane. Per ansamblu, bucătăria turcească nu este omogenă. Exceptând specialitățile comune turcești, care pot fi găsite în întreaga țară, există, de asemenea, specialități regionale. Regiunea Mării Negre (nordul Turciei) este bazată pe cereale și hamsii. Sud-Estul (Urfa, Gaziantep și Adana) este cunoscut pentru kebab, aperitive și deserturi din aluat, cum ar fi baclava, kadayif, künefe. În special în Vestul Turciei, unde măslinii cresc în abundență, uleiul de măsline este principalul ulei folosit pentru gătit. Bucătăriile din regiunile Mării Egee, regiunea Marmara și regiunea Mării Mediterane expune caracteristici ale bucătăriei mediteraneene, ele fiind bogate în legume, ierburi și pește. Centrul Anatoliei este faimos pentru specialitățile în patiserie, precum: keșkek (kashkak), mantı și gözleme (clătite).
Numele specialităților include uneori numele orașului sau al regiunii (atât în Turcia, cât și în afară.) Aceasta sugerează că un fel de mâncare este specific zonei; de asemenea, poate să se refere la o tehnică specifică zonei sau unele ingrediente folosite în zonă. De exemplu, diferența dintre kebab-ul din Urfa și kebab-ul din Adana este folosirea usturoiului în schimbul cepei și o mare cantitate de piper iute. 

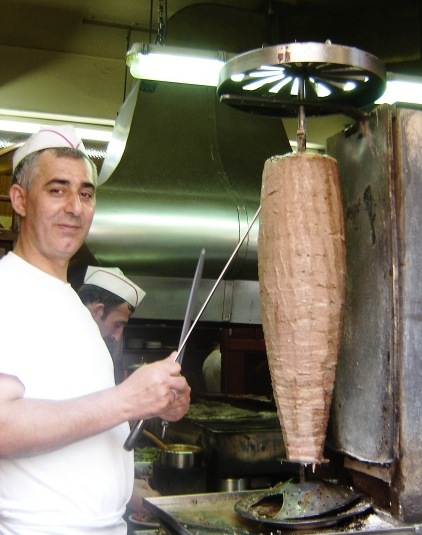
Döner kebap
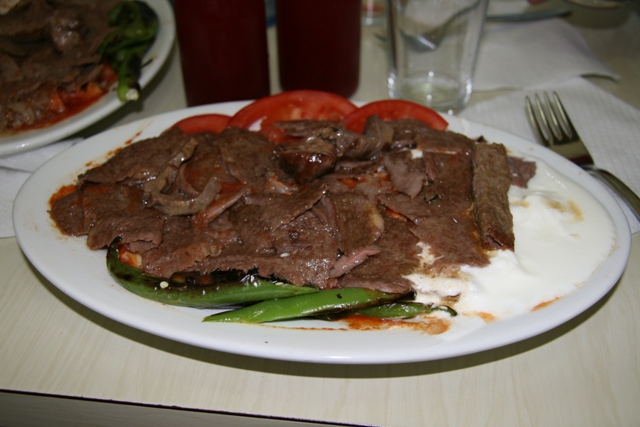
İskender kebap
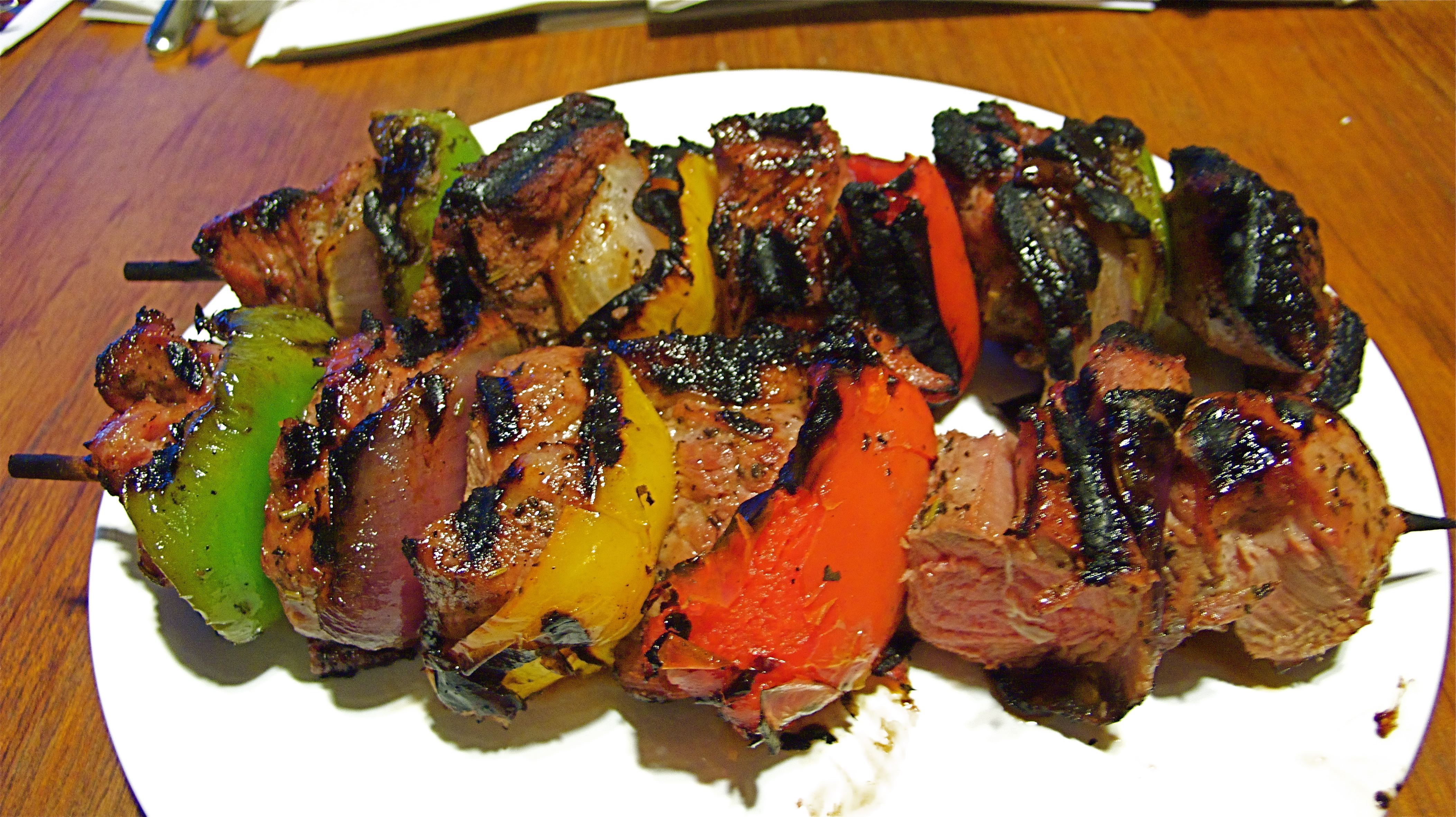
Șiș kebap
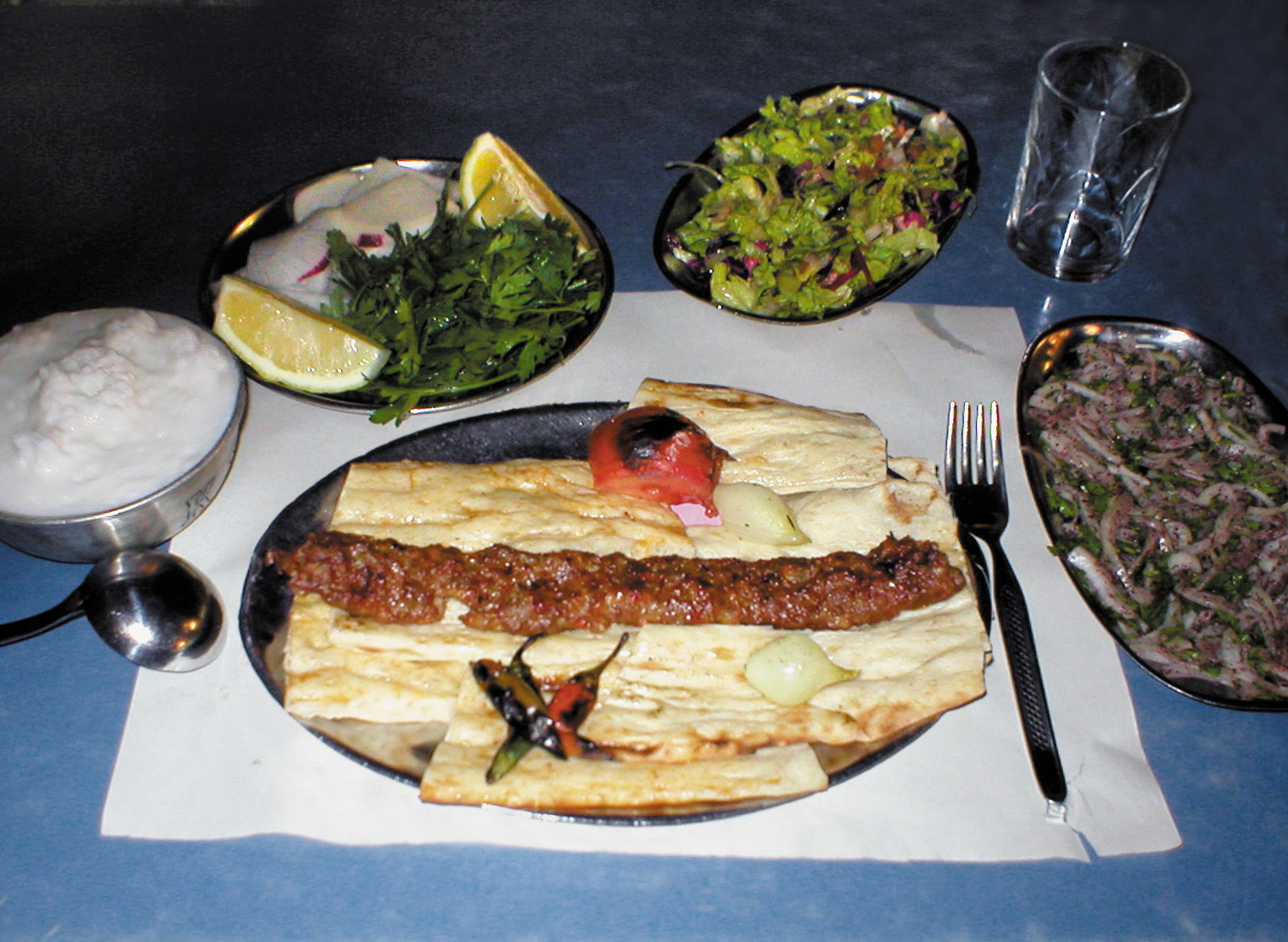
Adana kebap
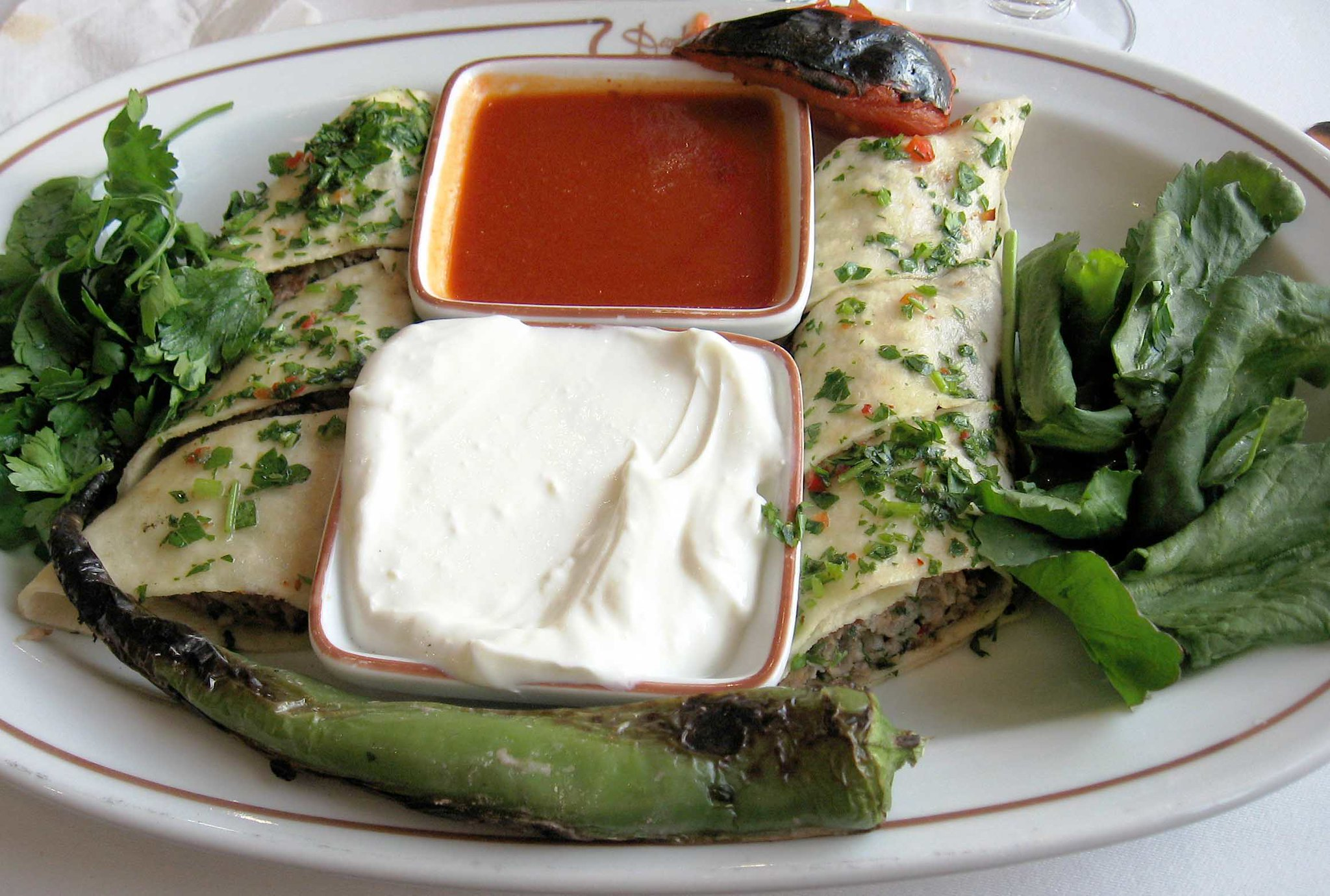
Beyti kebap
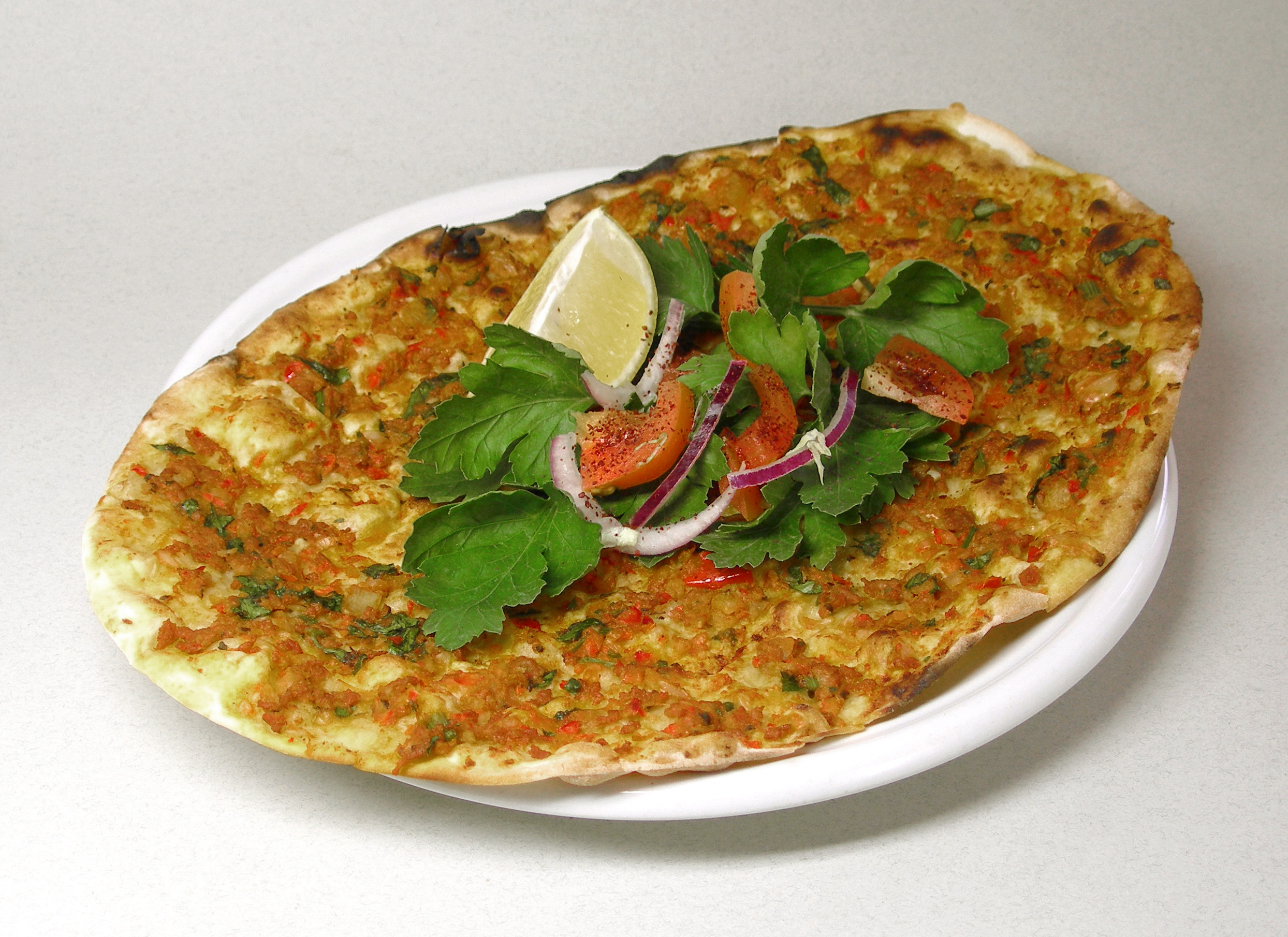
Lahmacun
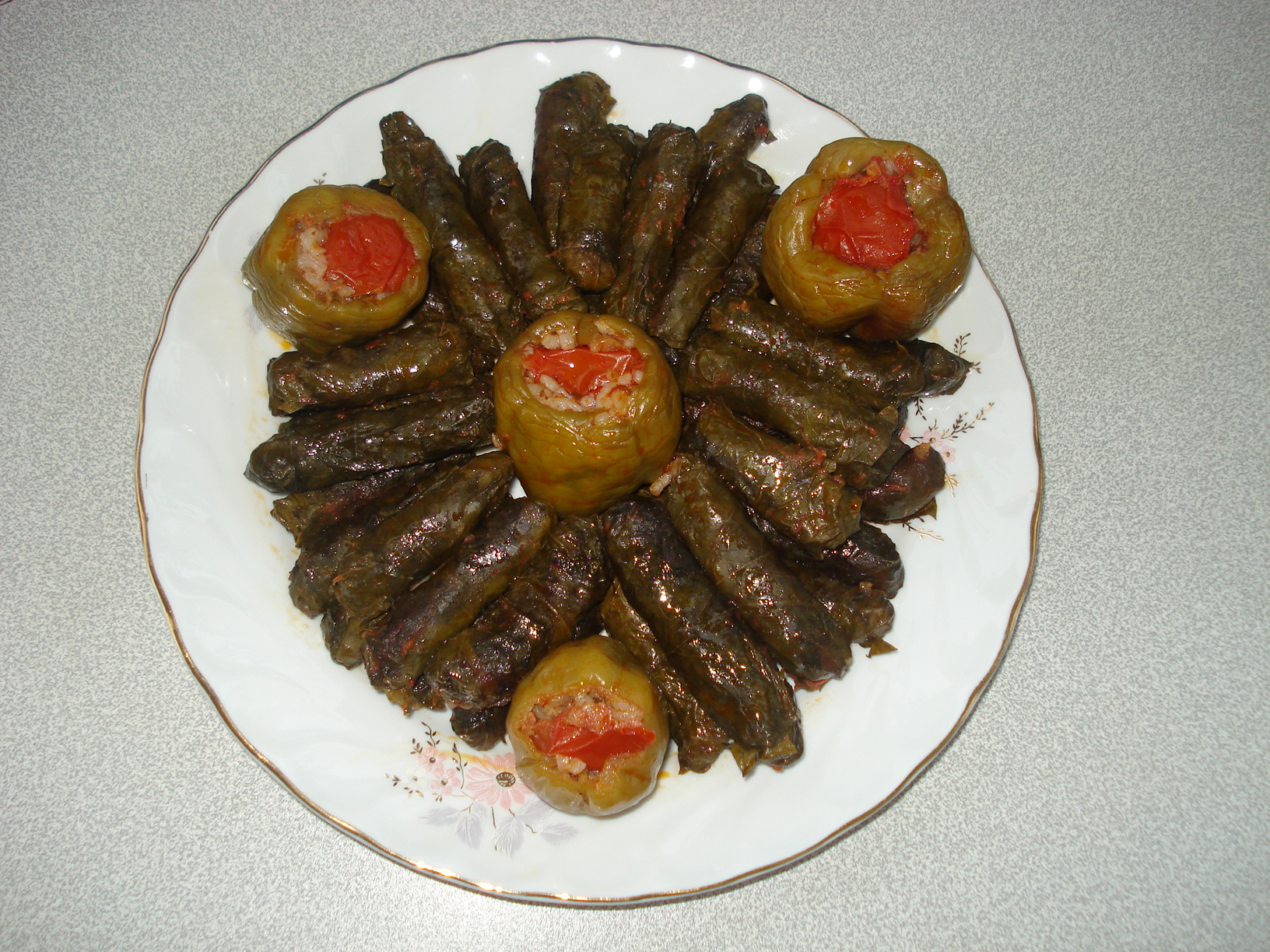
Dolma
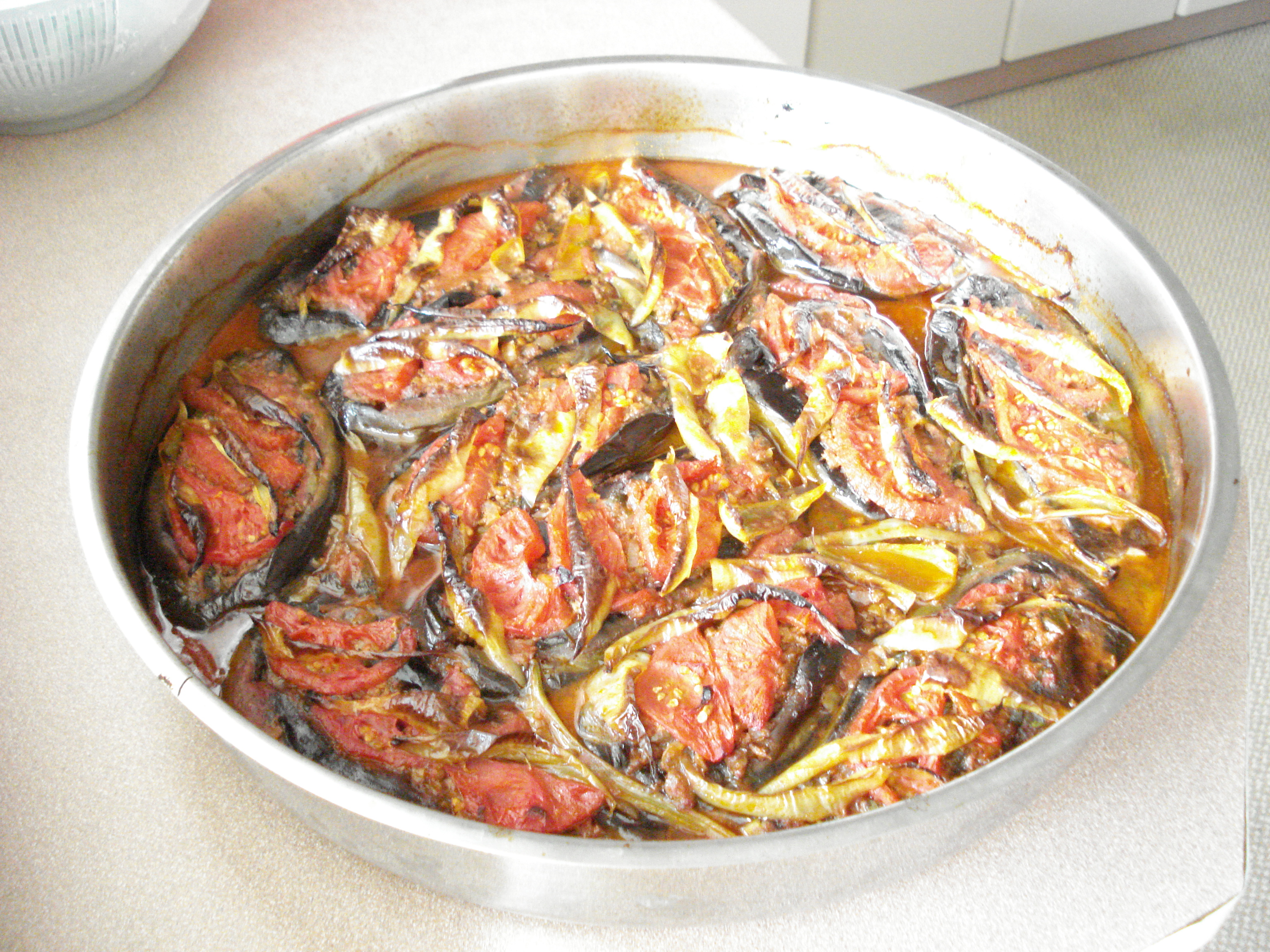
Karnıyarık
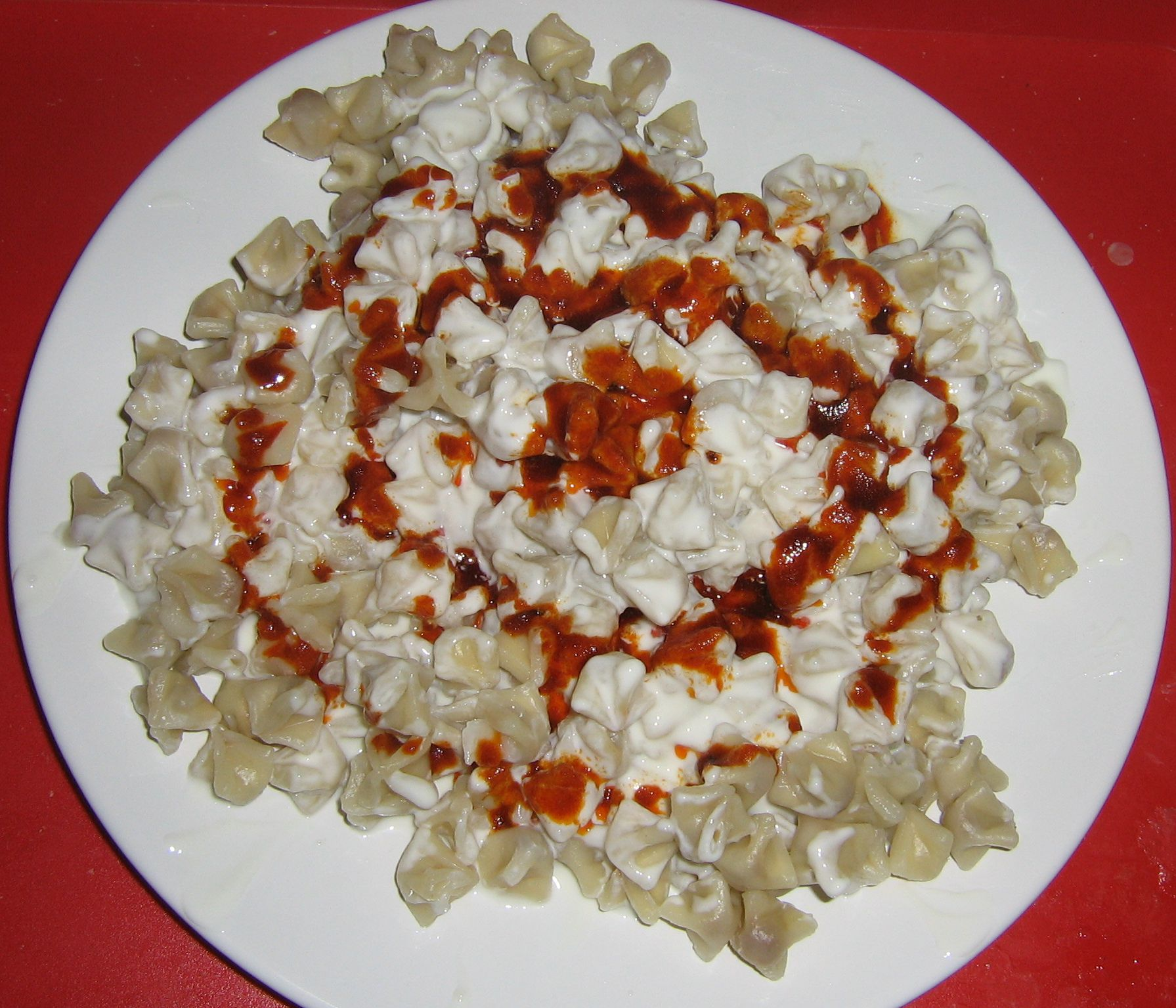
Mantı
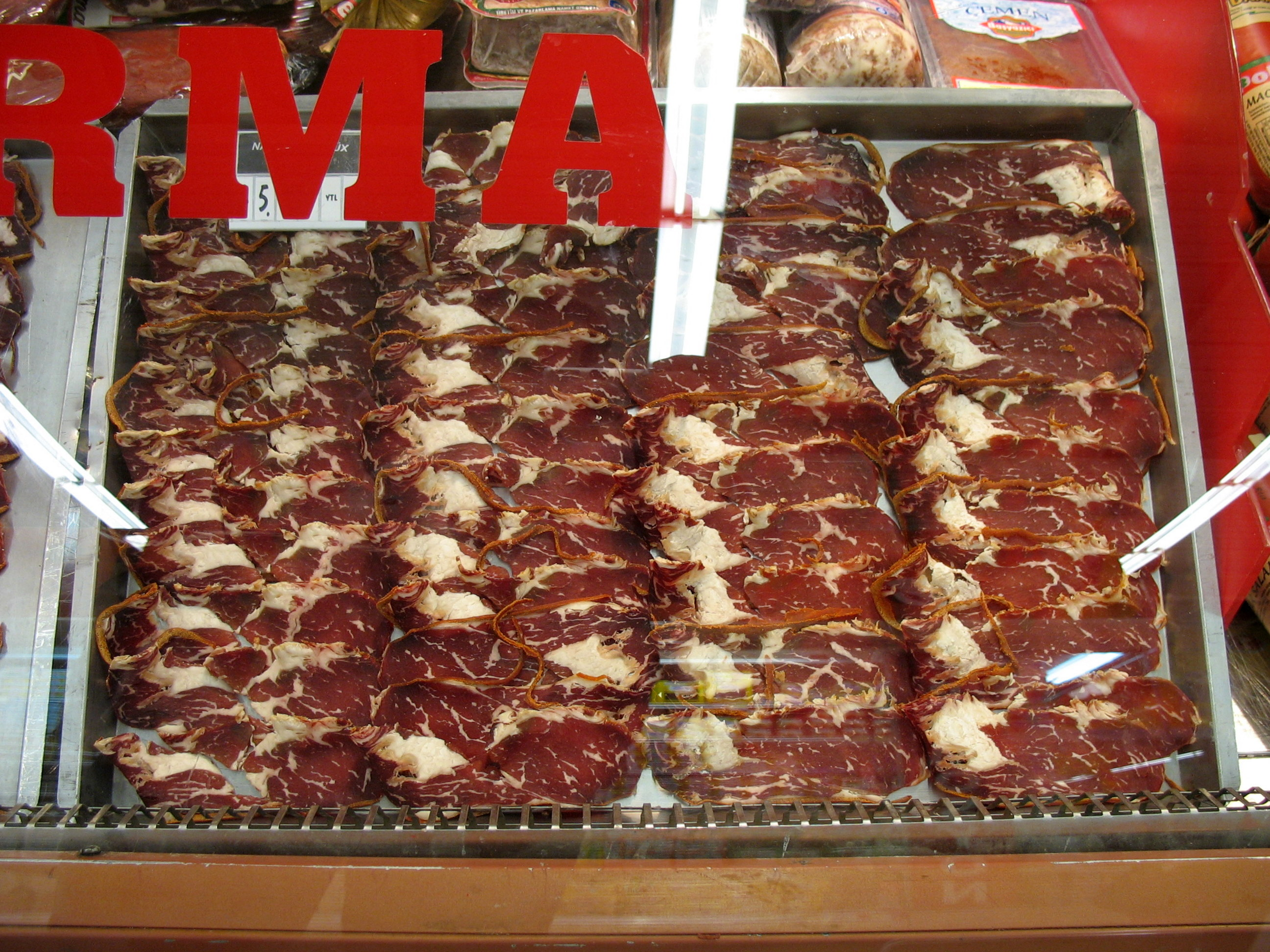
Pastırma
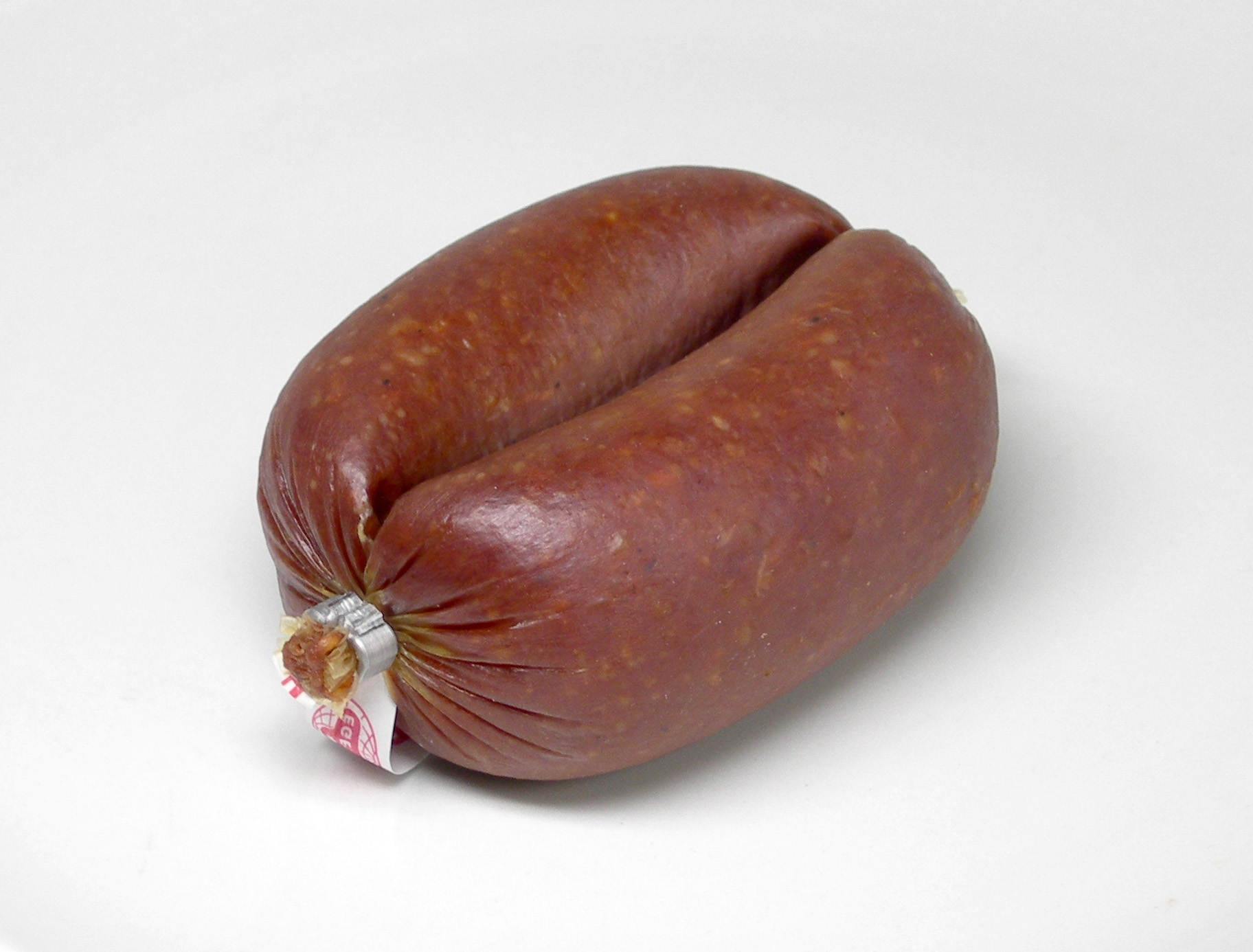
Sucuk
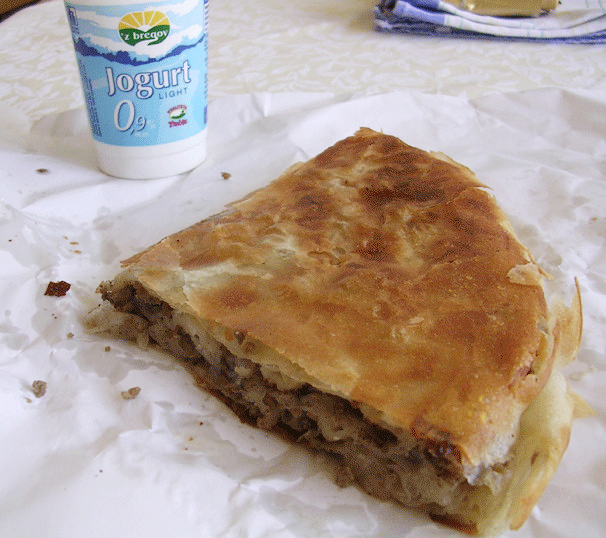
Börek
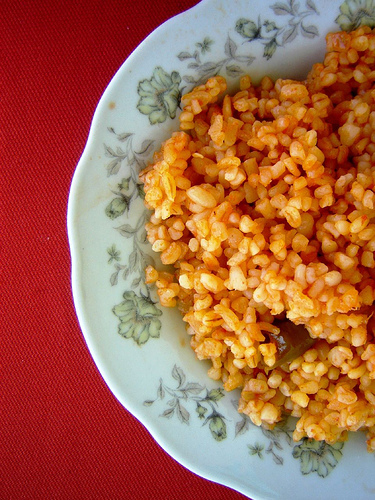
Bulgur
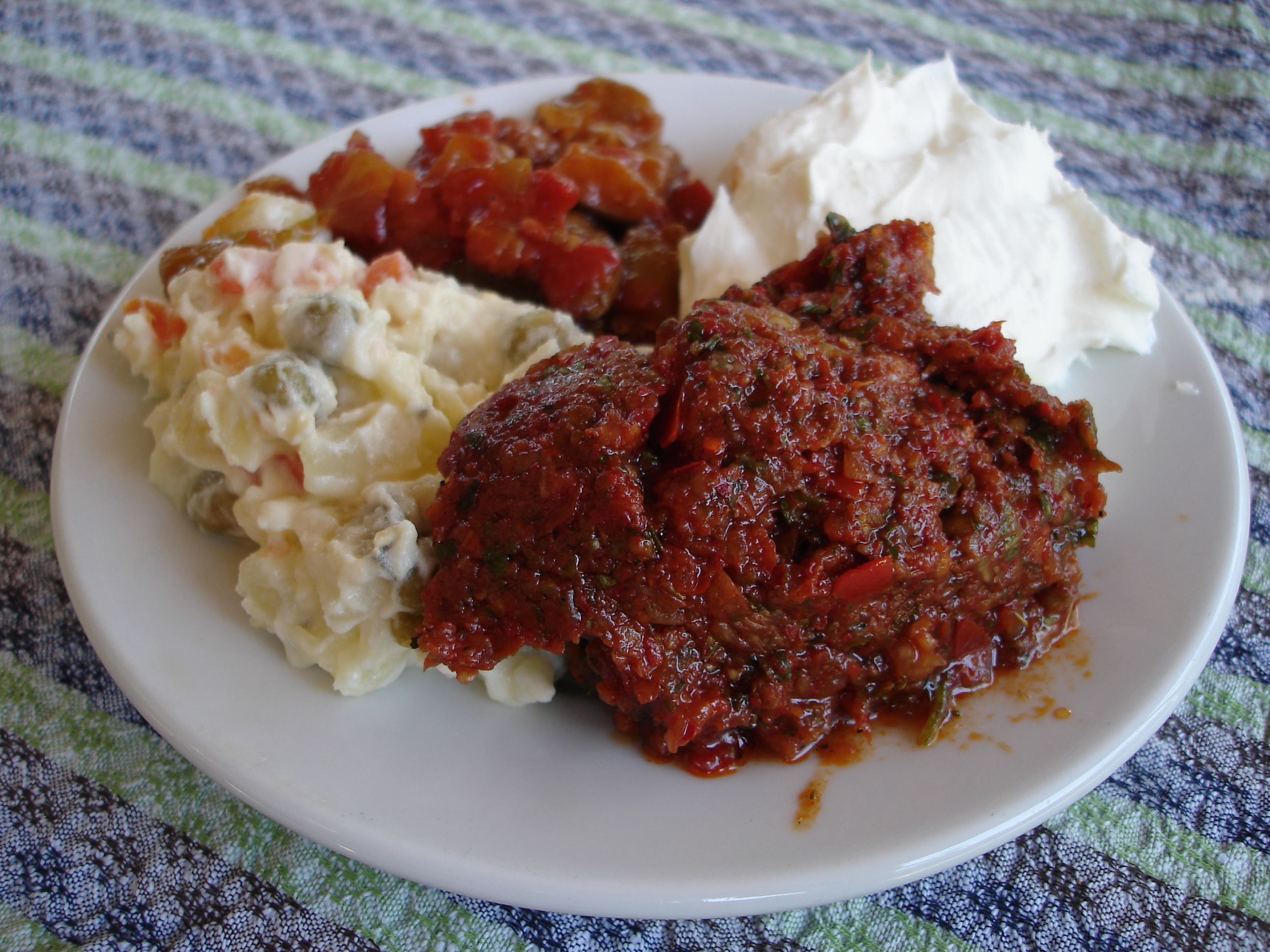
Meze
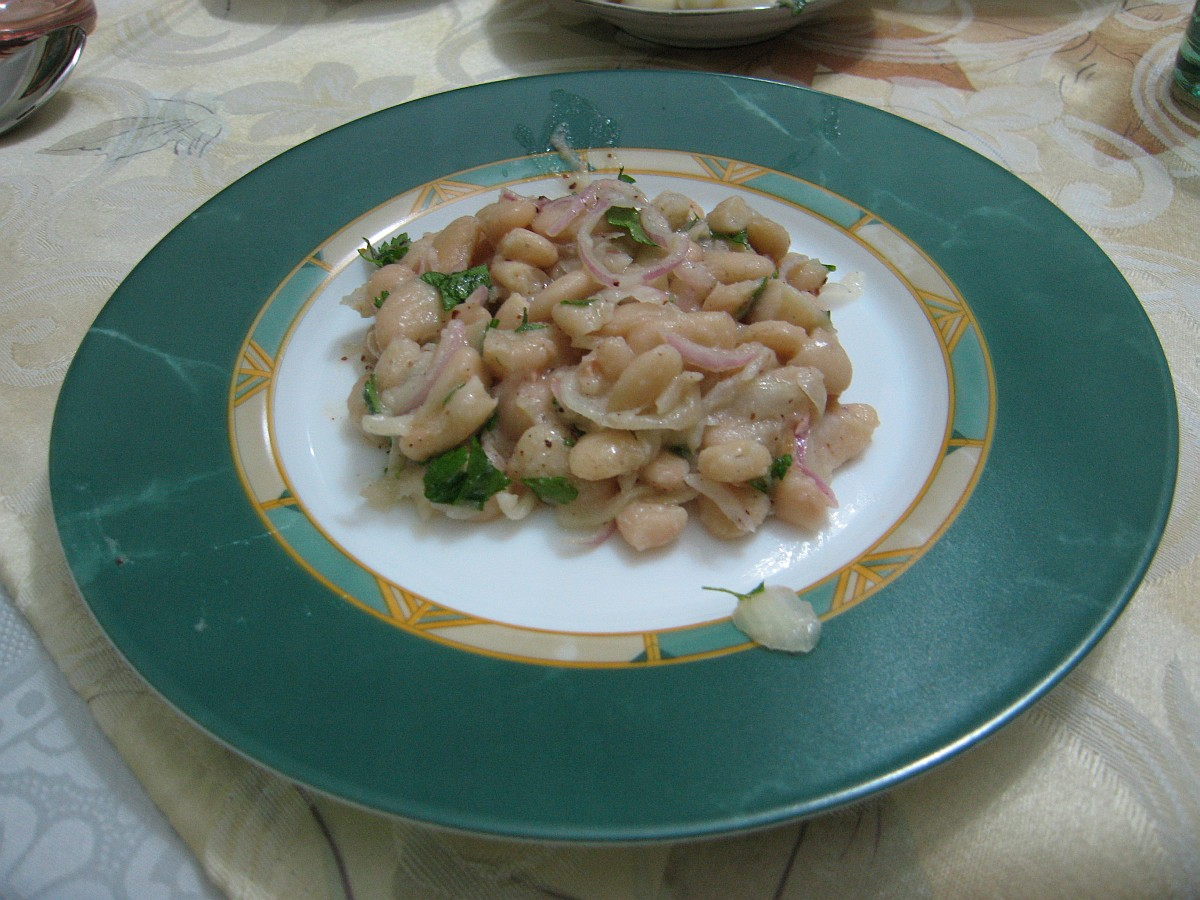
Piyaz
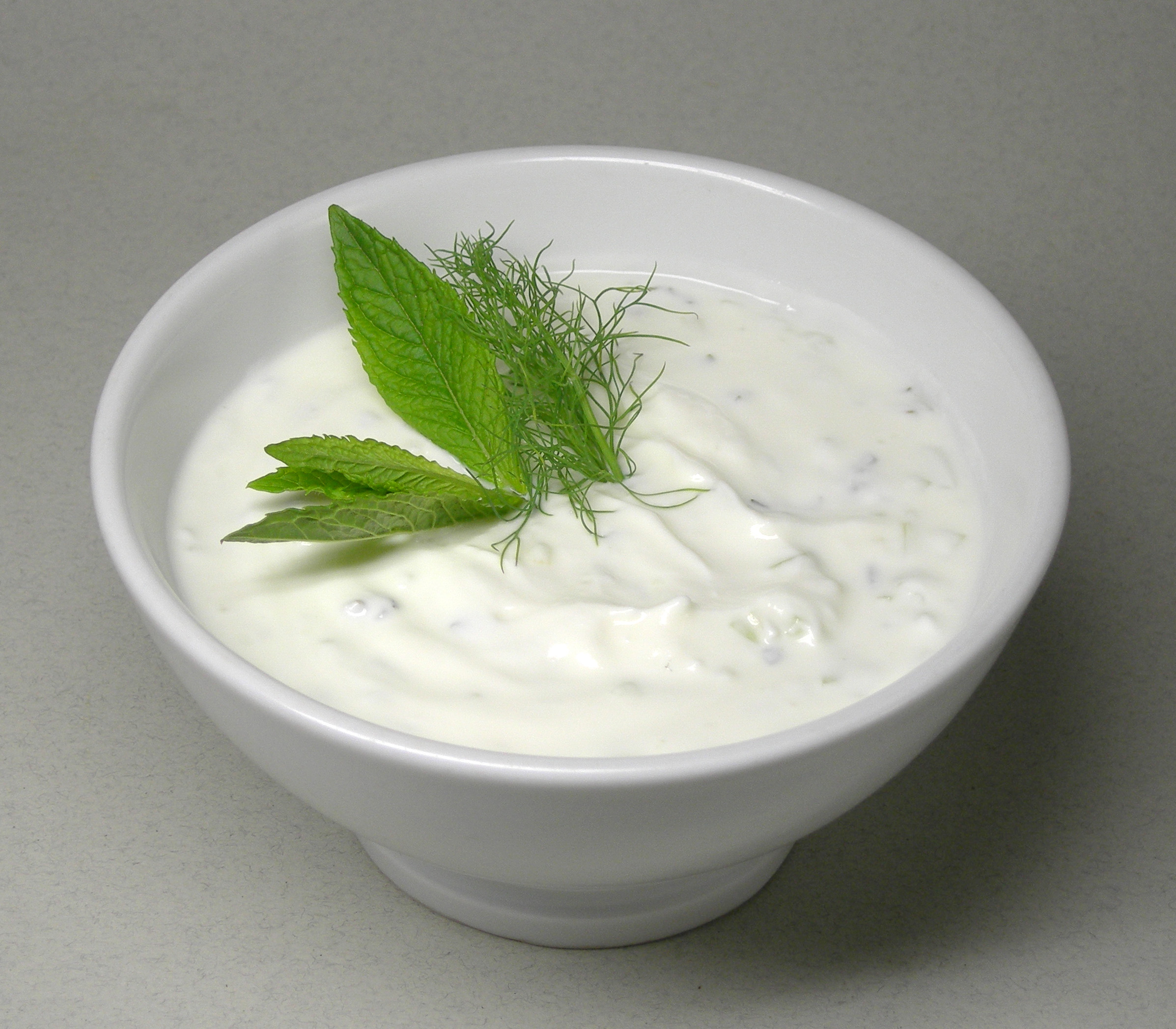
Cacık
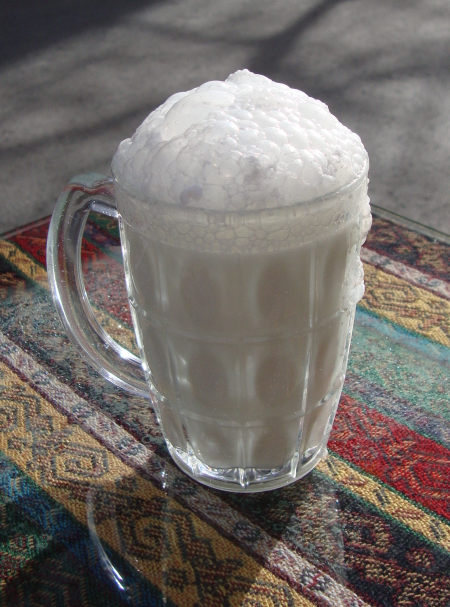
Ayran
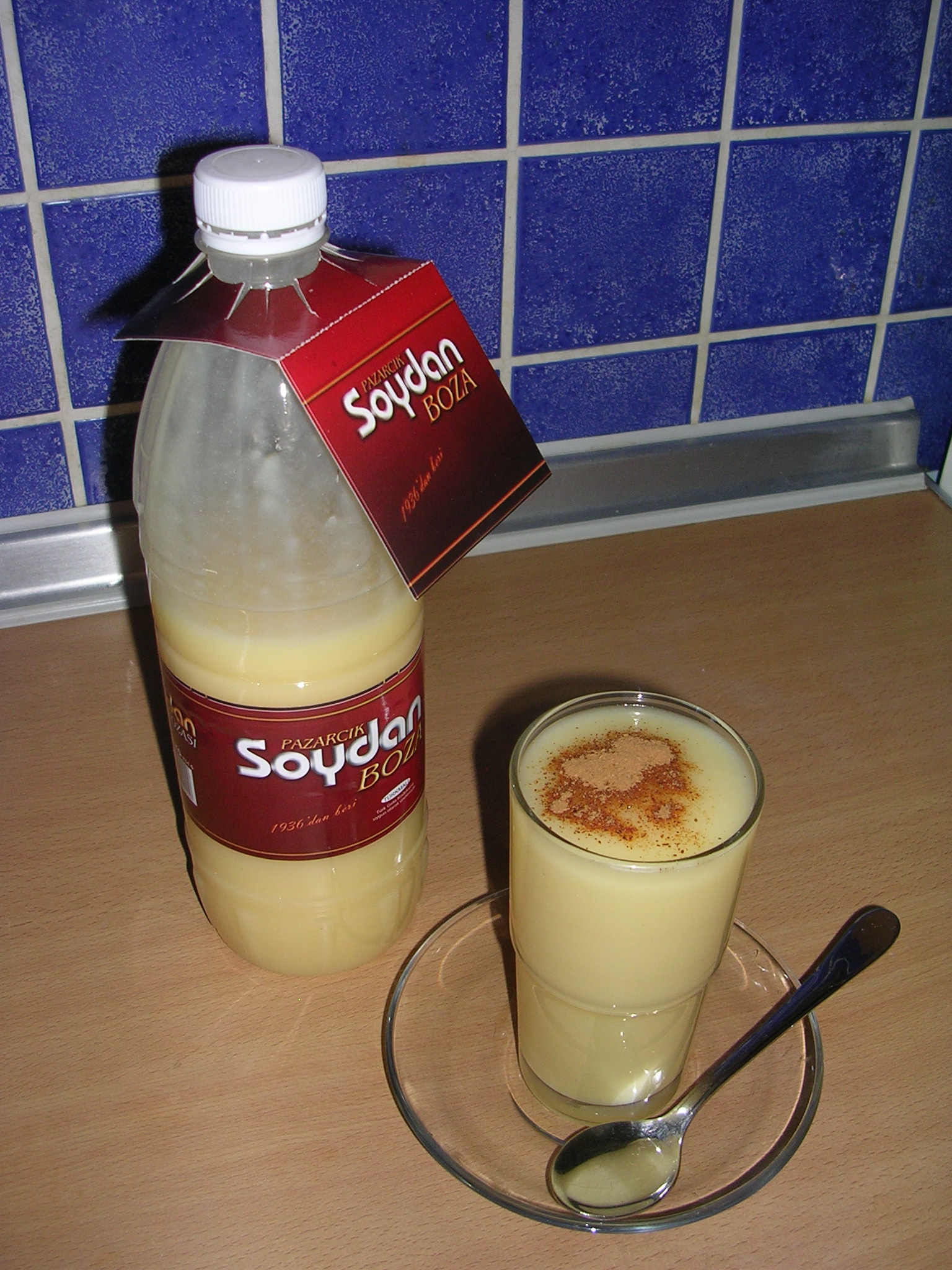
Boza
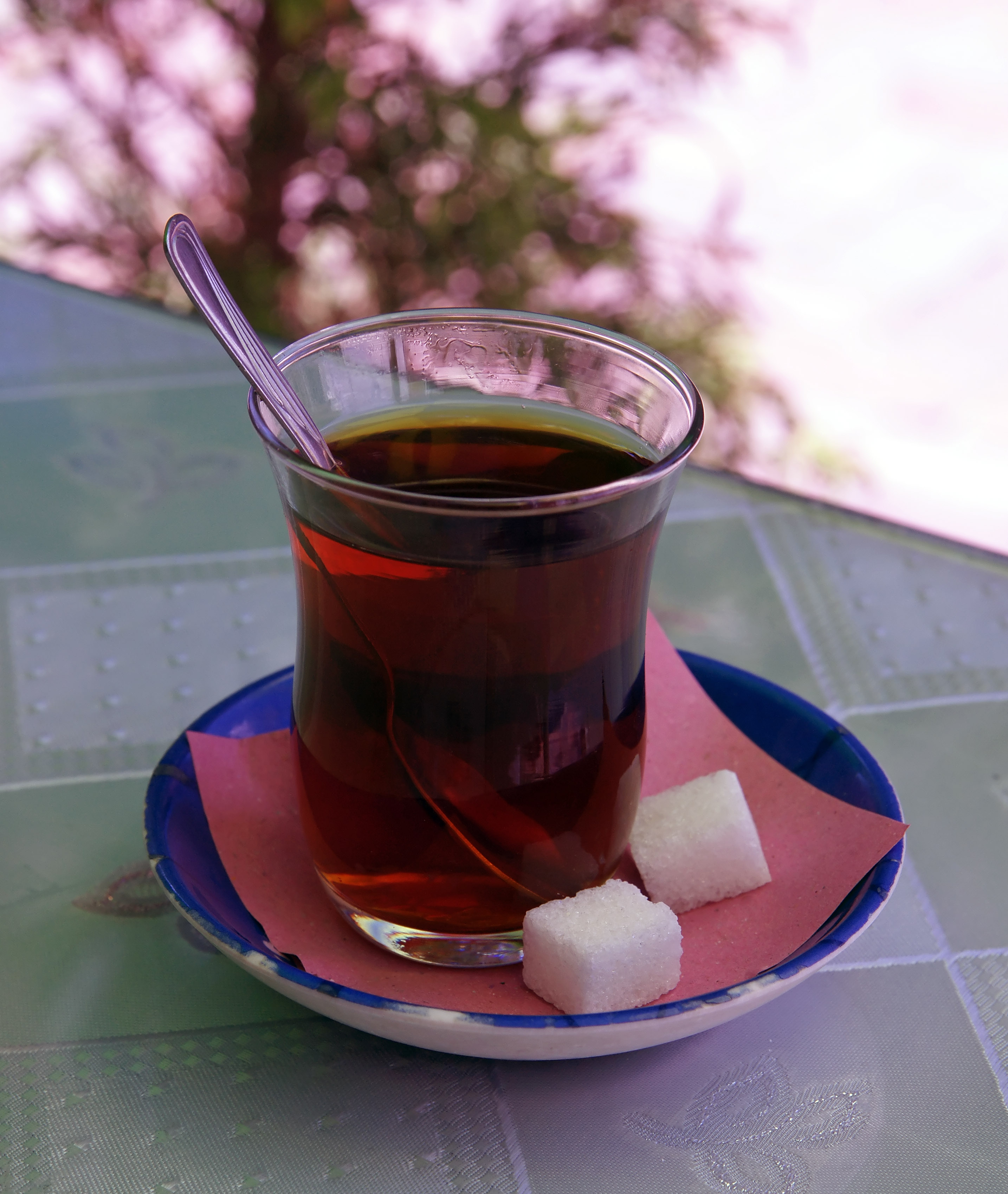
Turkish tea
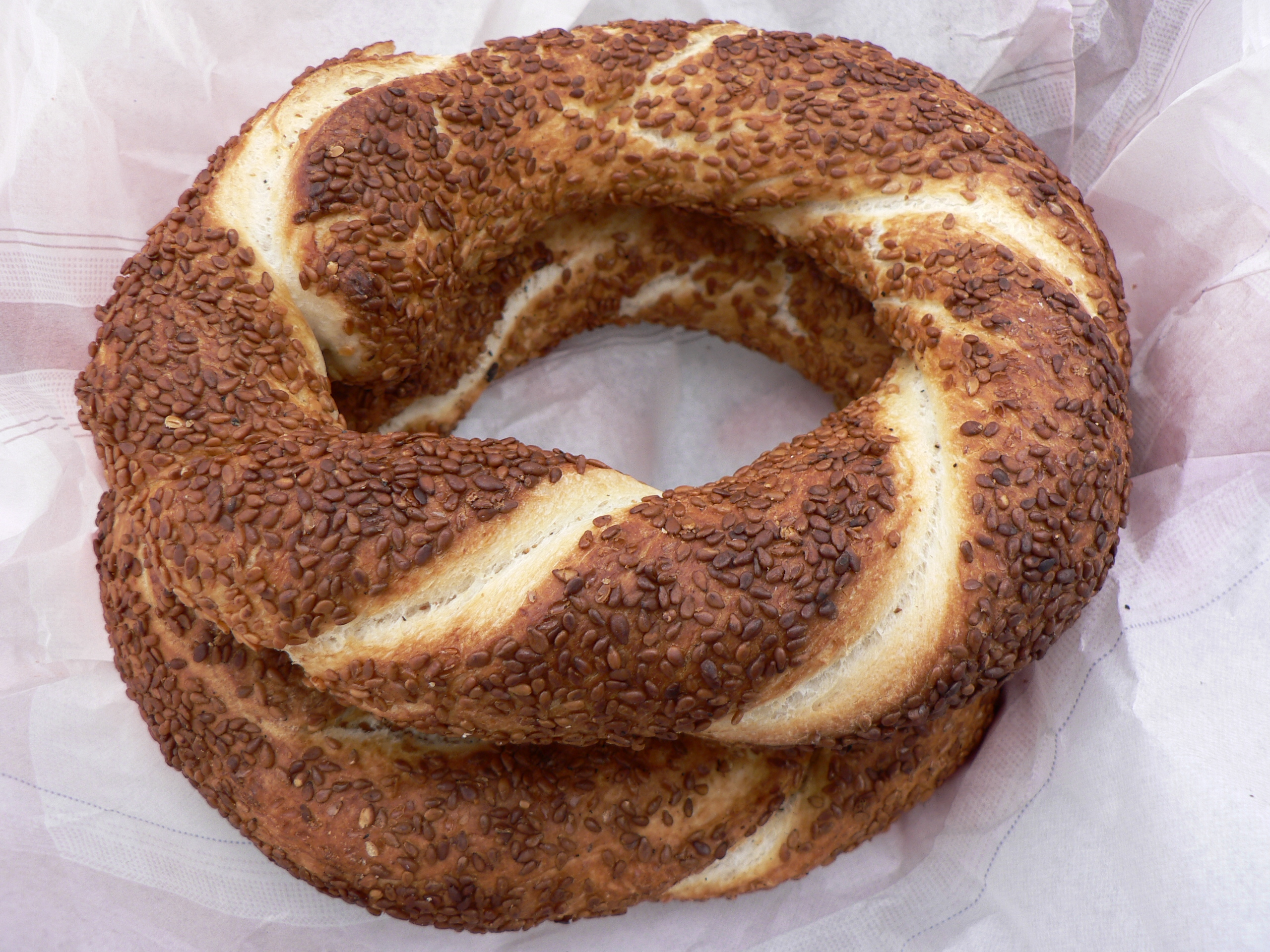
Simit
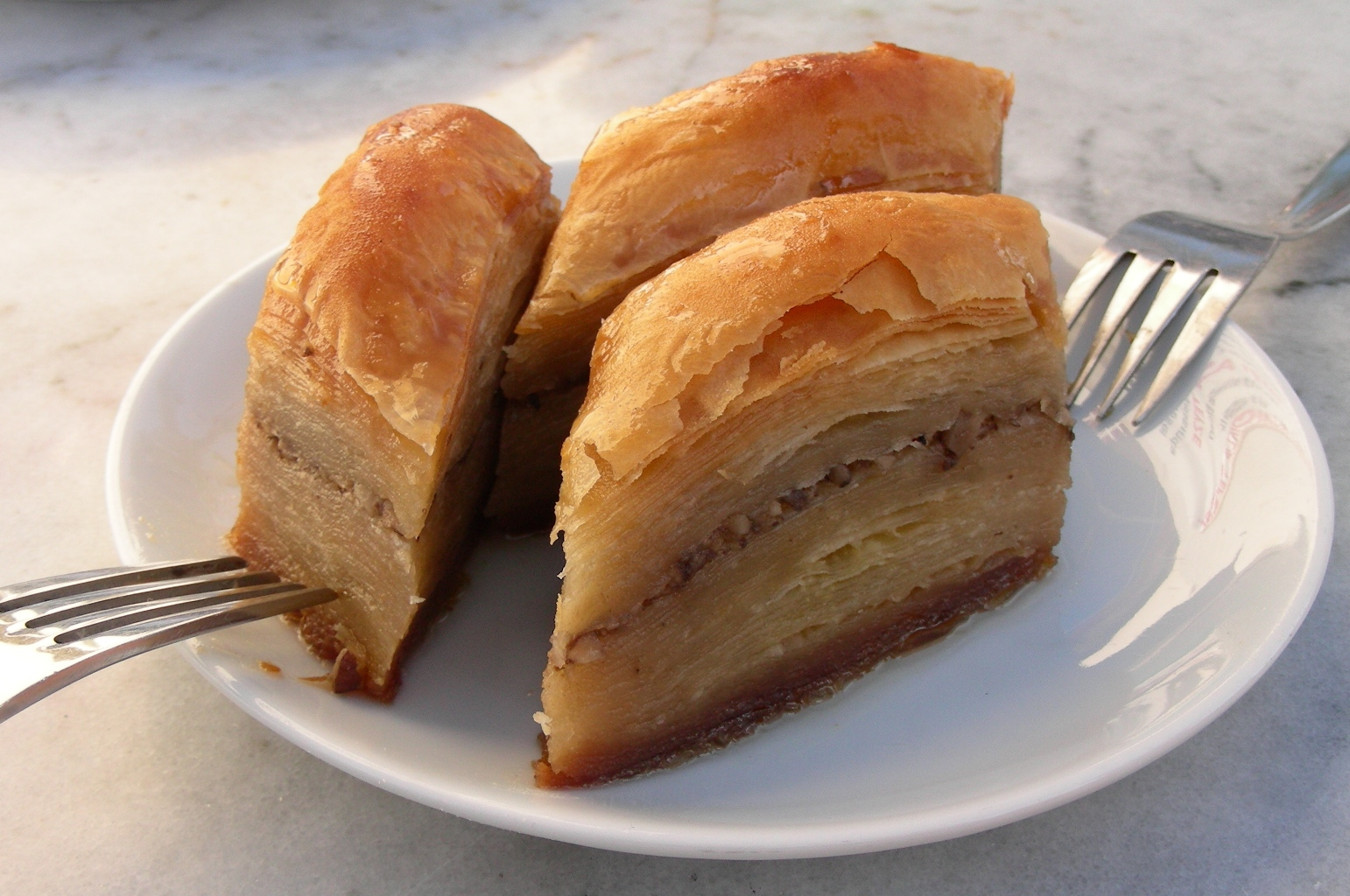
Baklava
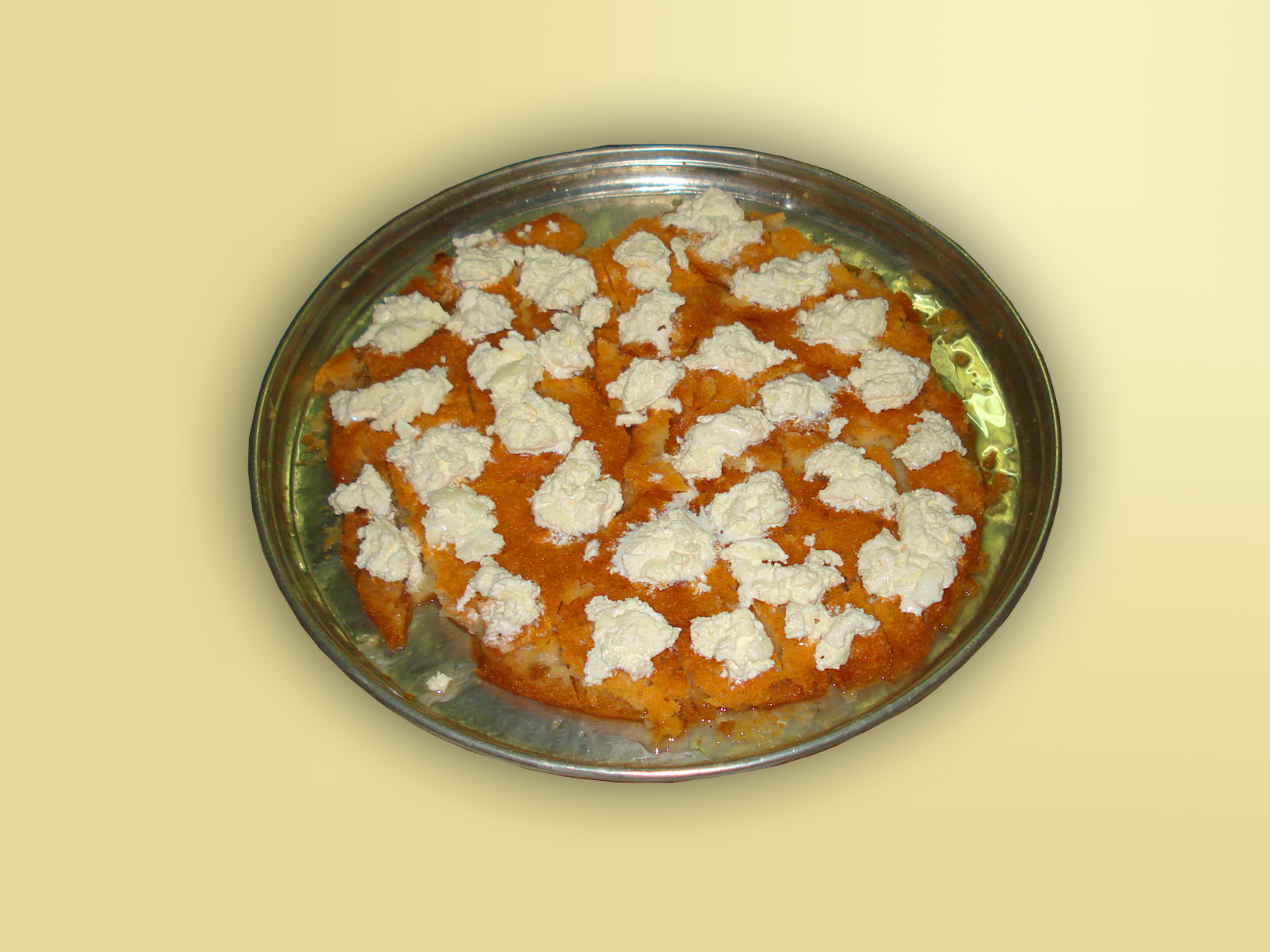
Ekmek kadayıfı
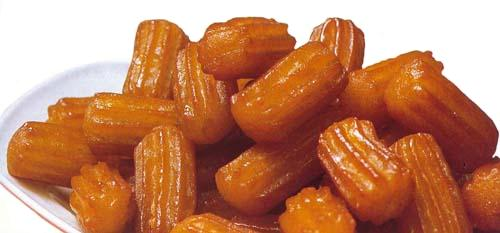
Tulumba
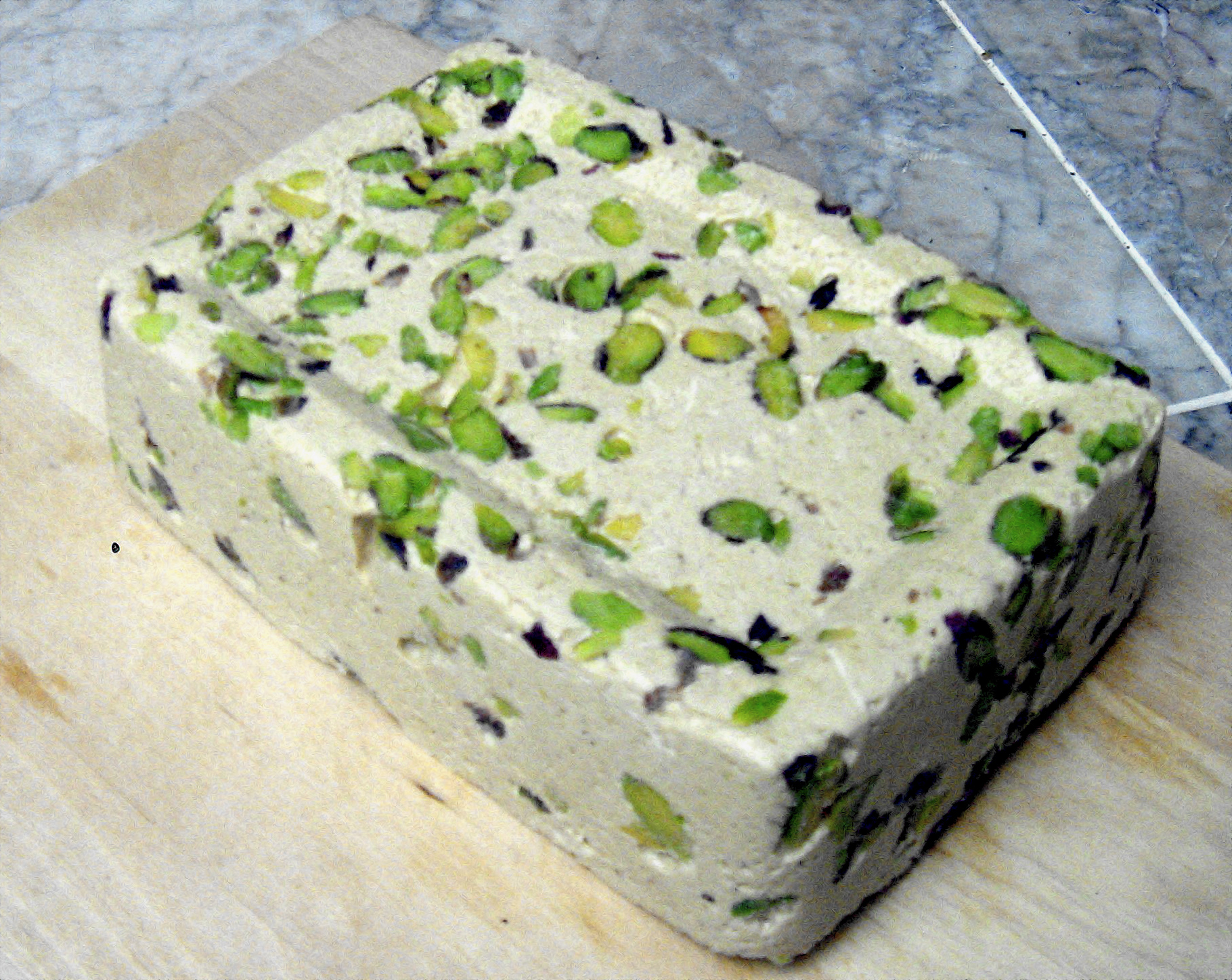
Helva
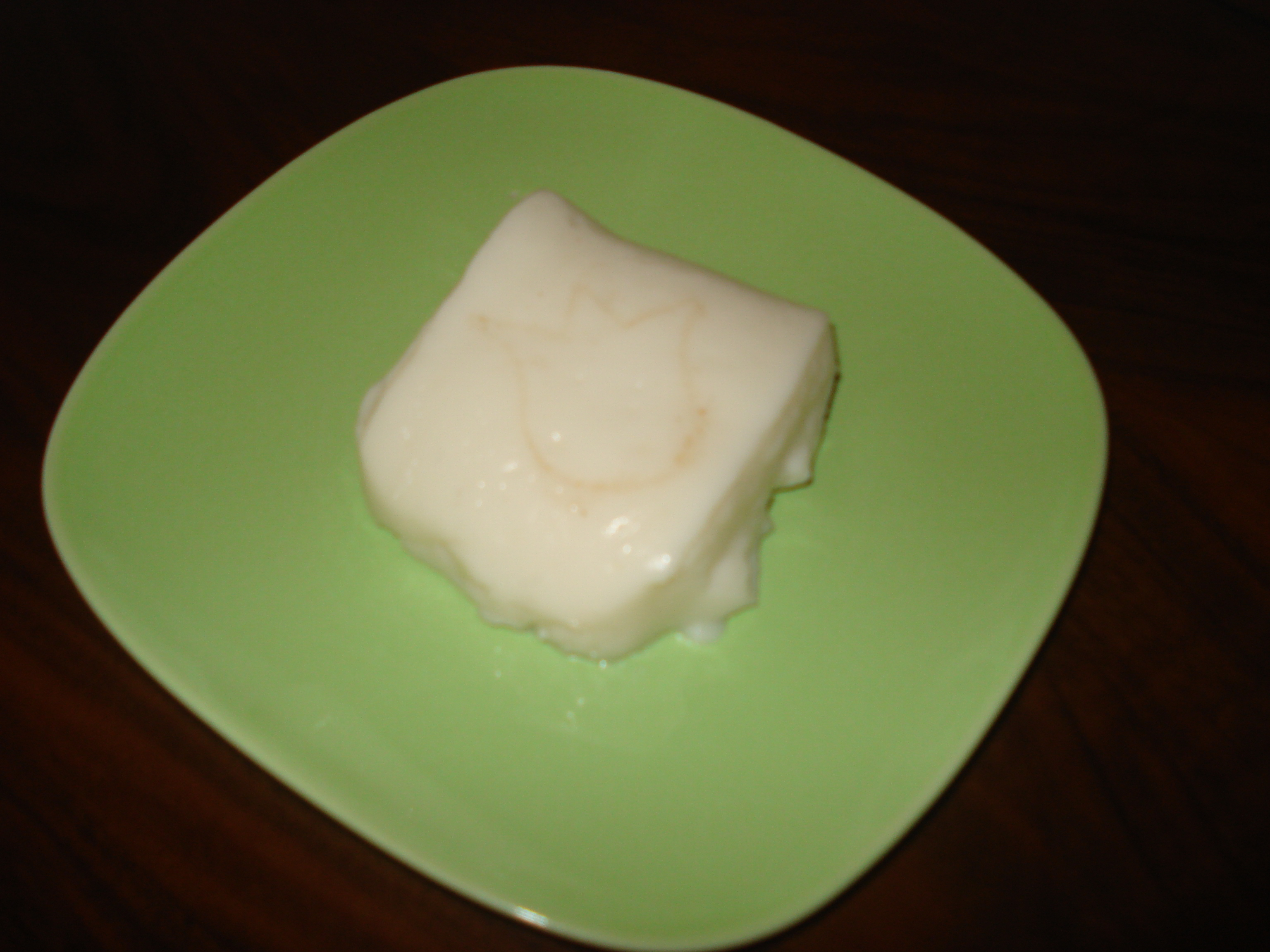
Tavuk göğsü
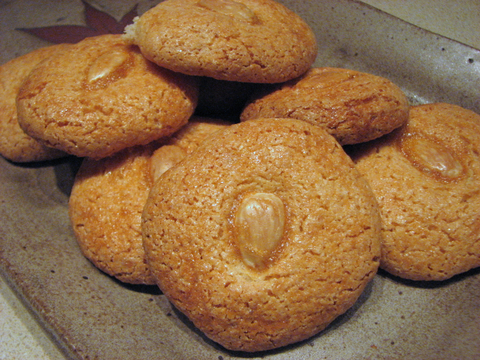
Acıbadem kurabiyesi
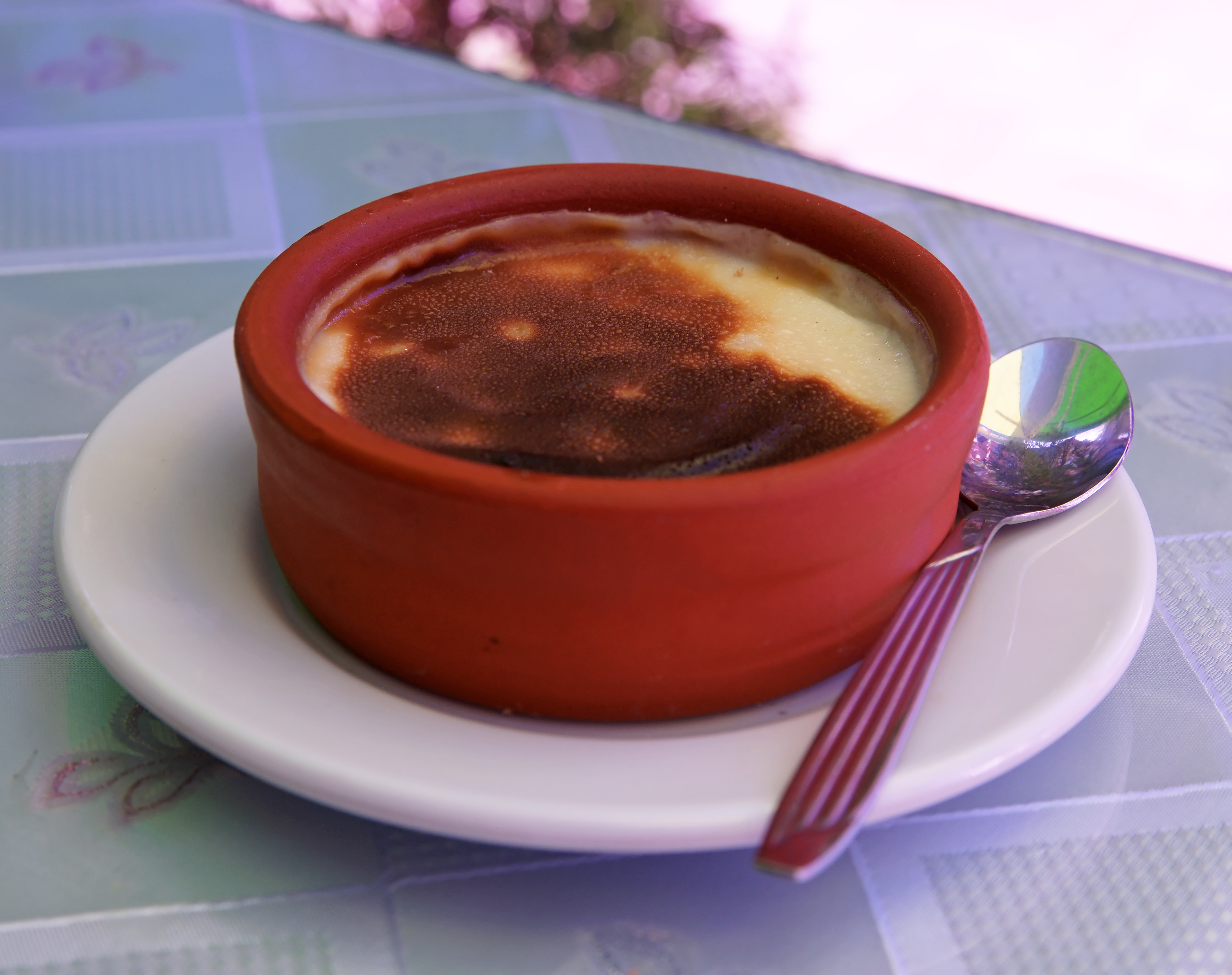
Sütlaç
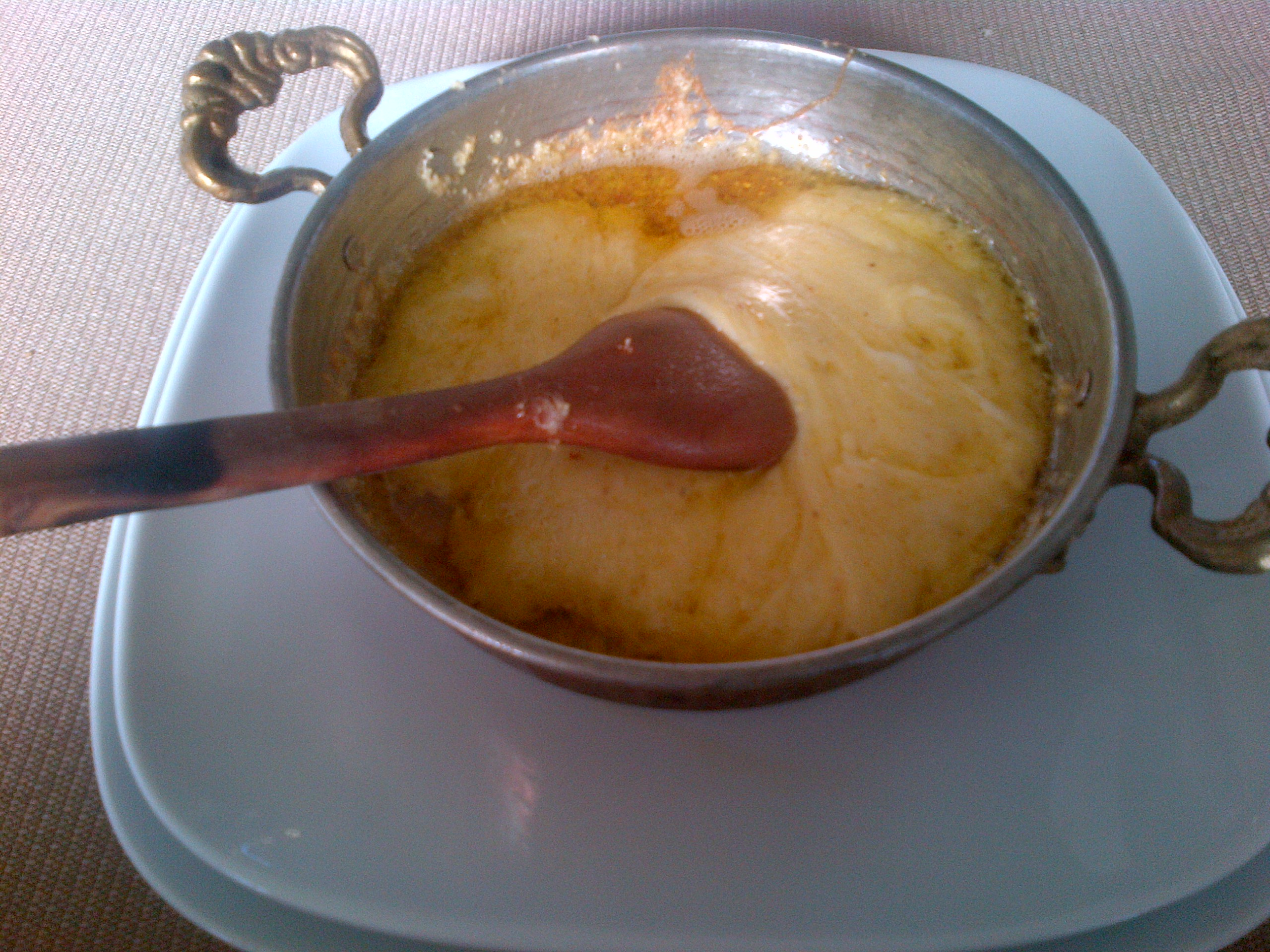
Kuymak
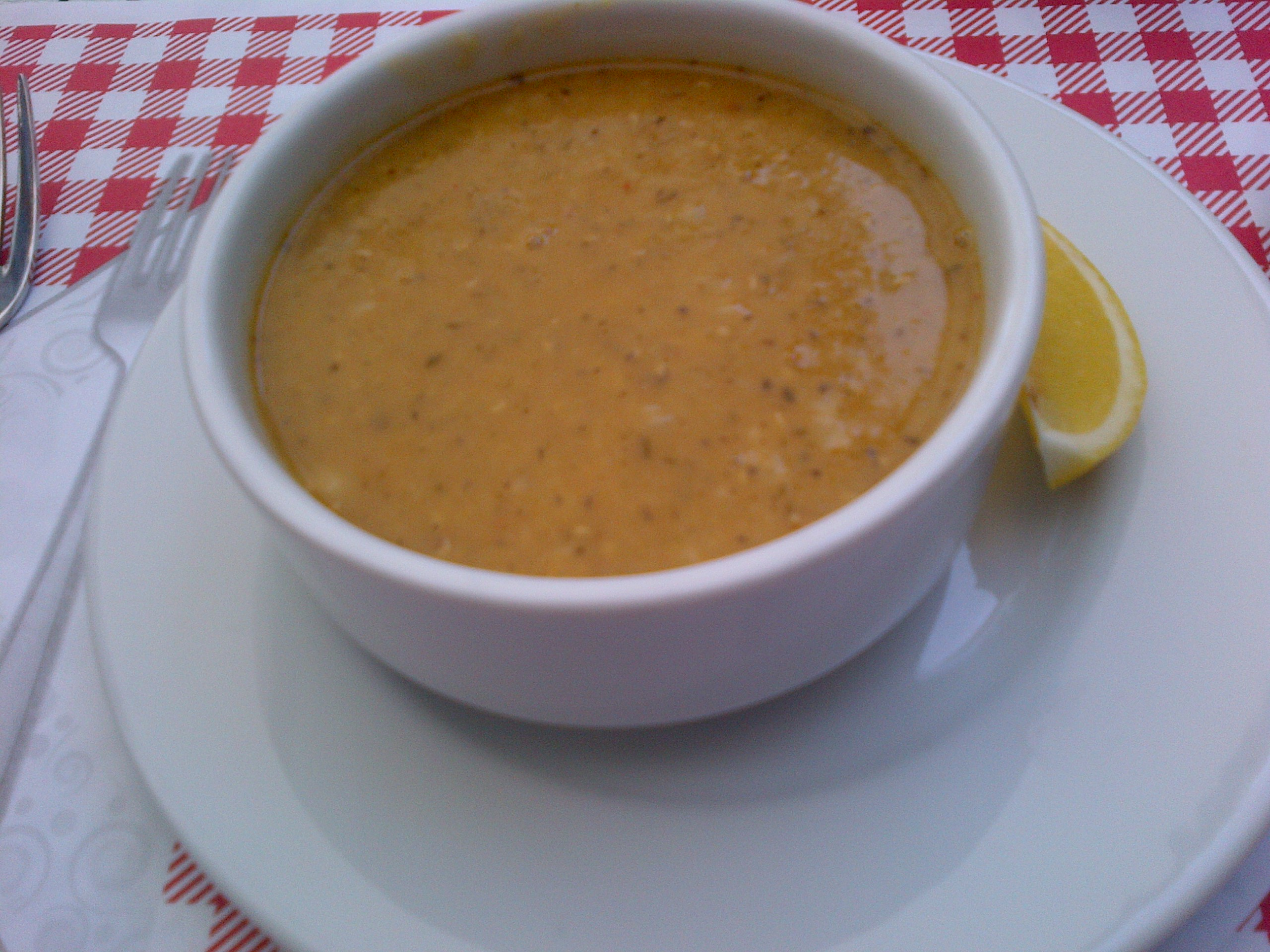
Lentil soup
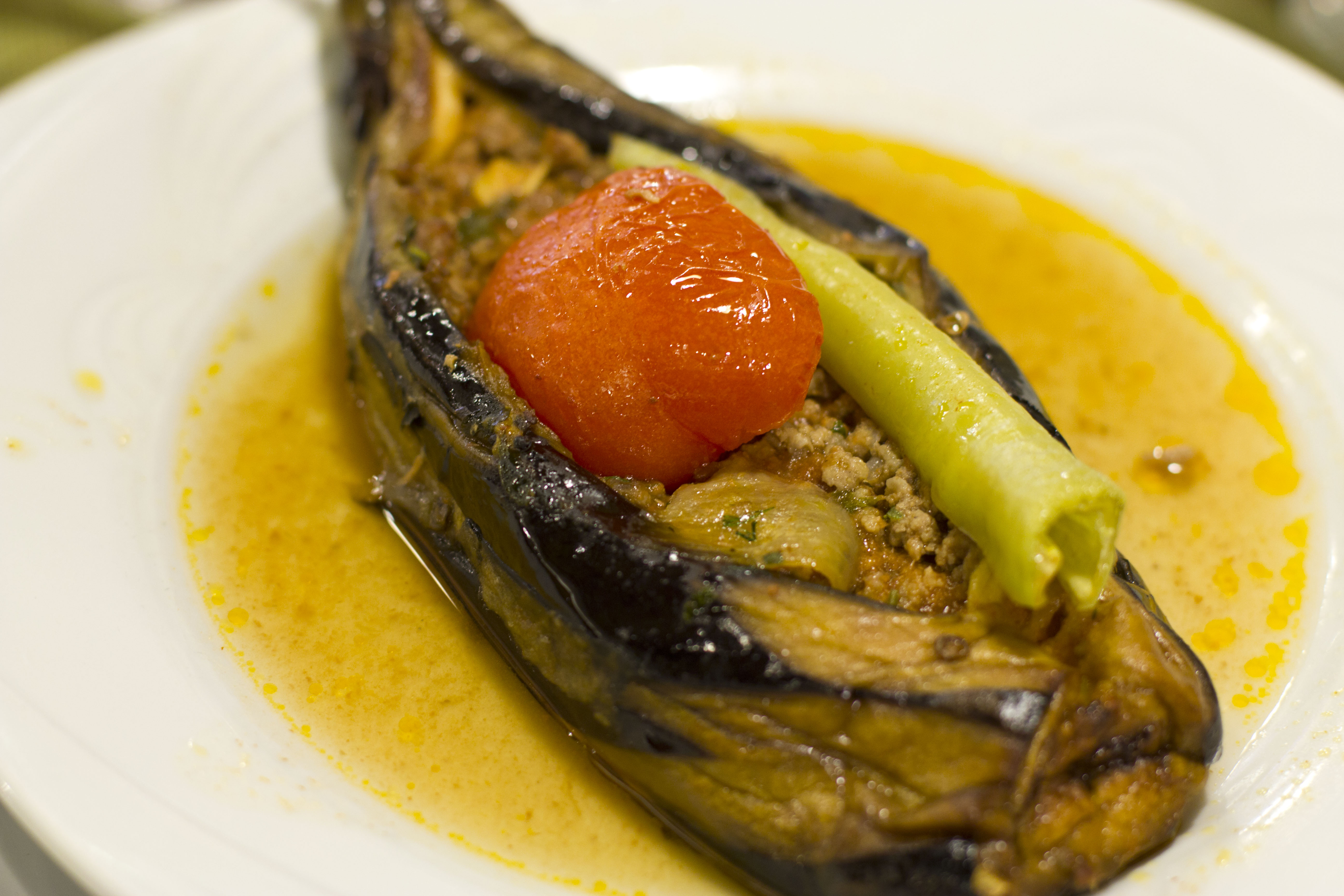
Karnıyarık